# Aleja Gwiazd w Krakowie

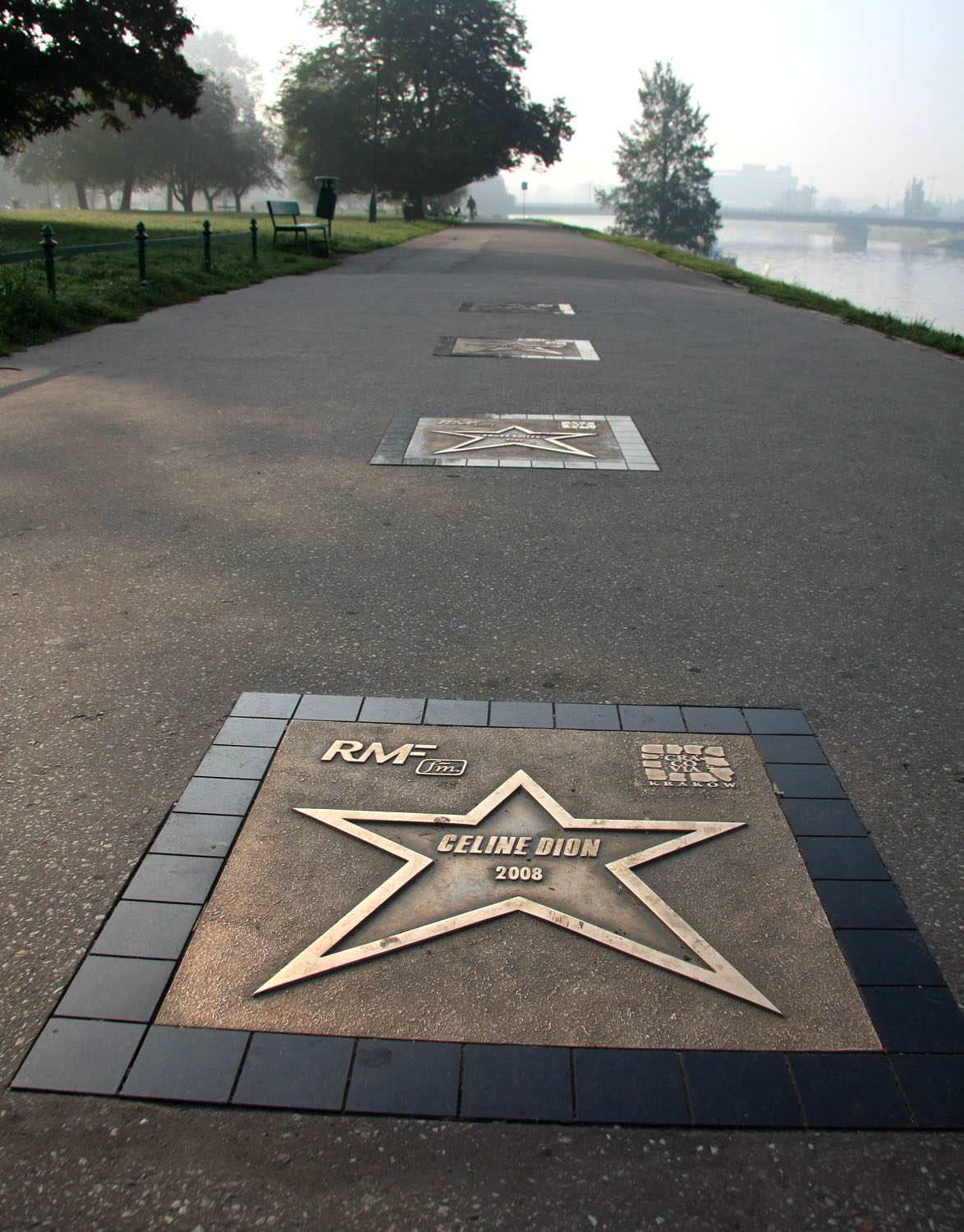
Aleja Gwiazd, gwiazdy muzyki

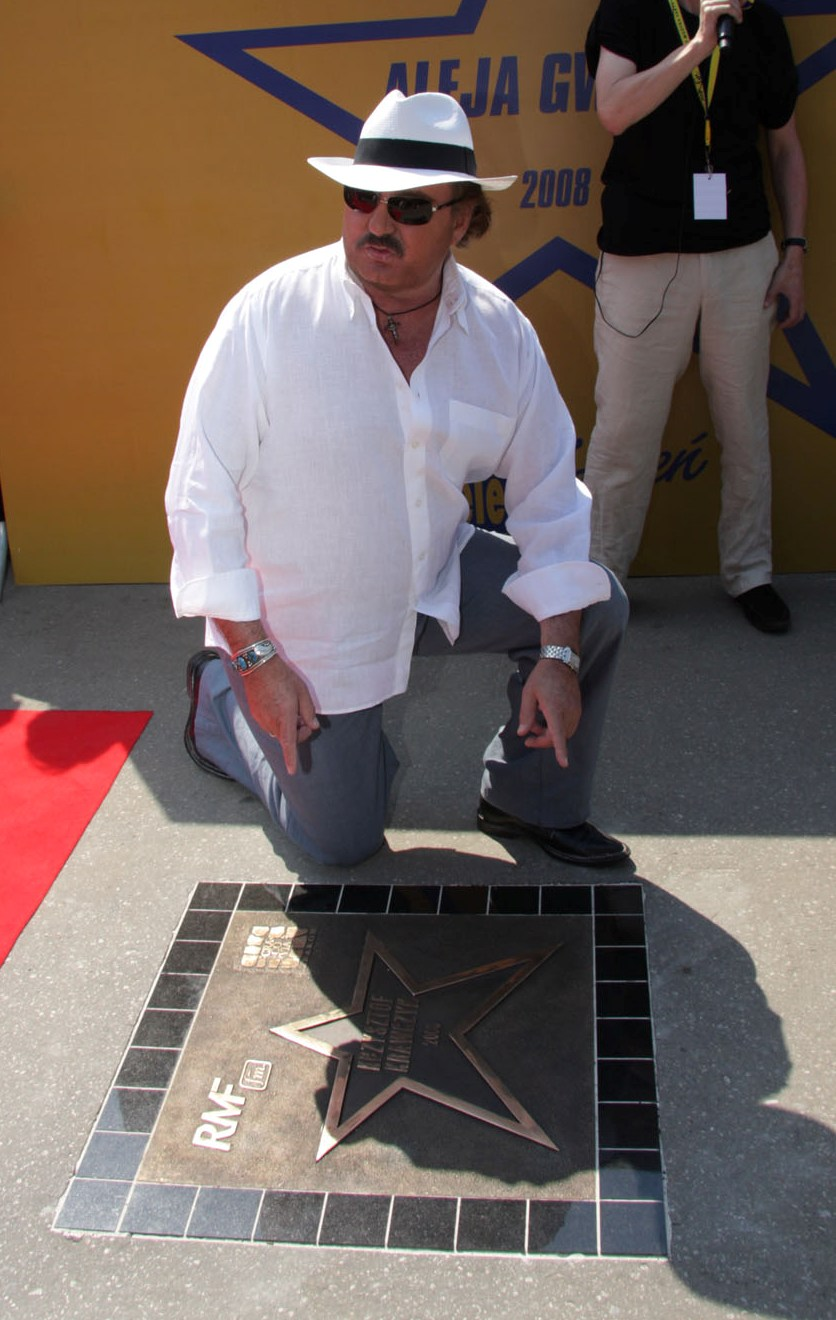
Krzysztof Krawczyk odsłania swoją gwiazdę

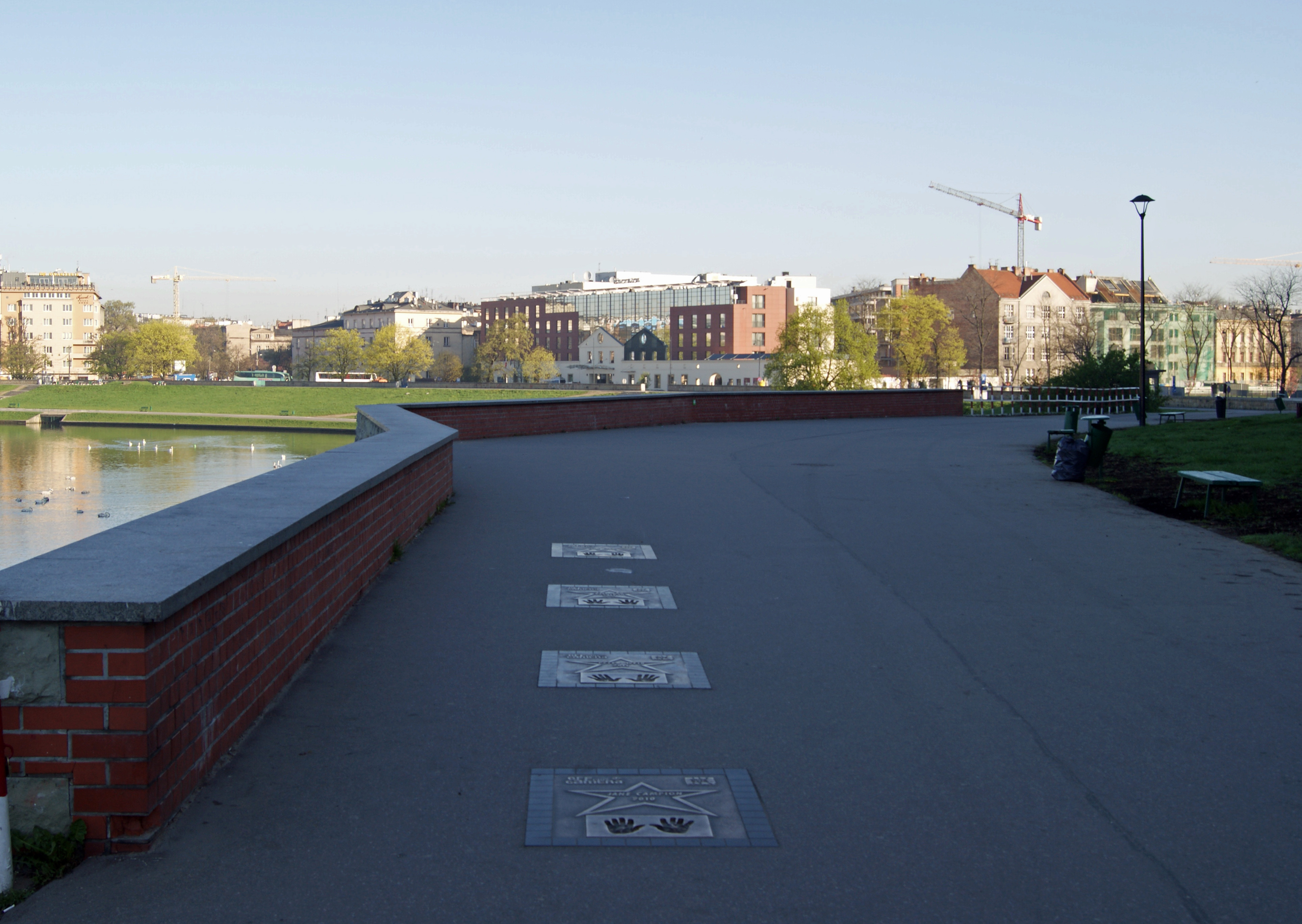
Gwiazdy kina

Aleja Gwiazd w Krakowie – aleja gwiazd umiejscowiona na bulwarze Czerwieńskim w Krakowie, pod wzgórzem wawelskim.

## Odsłonięte gwiazdy muzyki
Aleja jest wspólnym projektem władz Krakowa i RMF FM. Aleja, która ma uhonorować wybitnych muzyków i zespoły z Polski i świata, powstaje od 2008 roku. Pierwszą gwiazdę, 28 czerwca, odsłoniła kanadyjska wokalistka Céline Dion.
| Gwiazda            | Kraj              | Data Odsłonięcia    |
| ------------------ | ----------------- | ------------------- |
| Céline Dion        | Kanada            | 28 czerwca 2008     |
| Budka Suflera      | Polska            | 9 lipca 2008        |
| Krzysztof Krawczyk | Polska            | 31 lipca 2008       |
| Wilki              | Polska            | 26 września 2008    |
| Marek Grechuta     | Polska            | 9 października 2008 |
| Maanam             | Polska            | 2009                |
| Michael Jackson    | Stany Zjednoczone | 29 sierpnia 2009    |
| Elvis Presley      | Stany Zjednoczone | 7 czerwca 2018      |

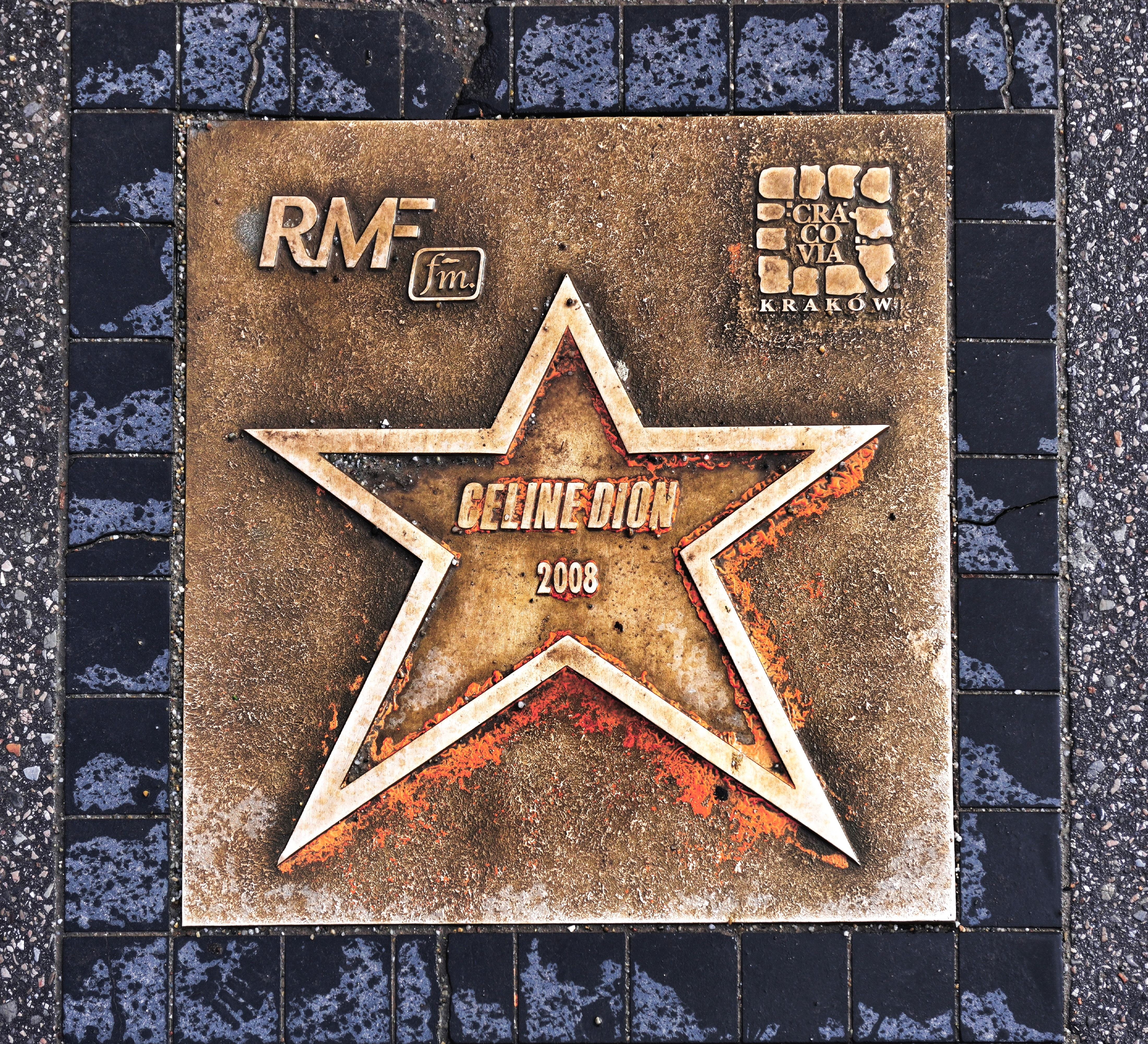
Gwiazda Céline Dion
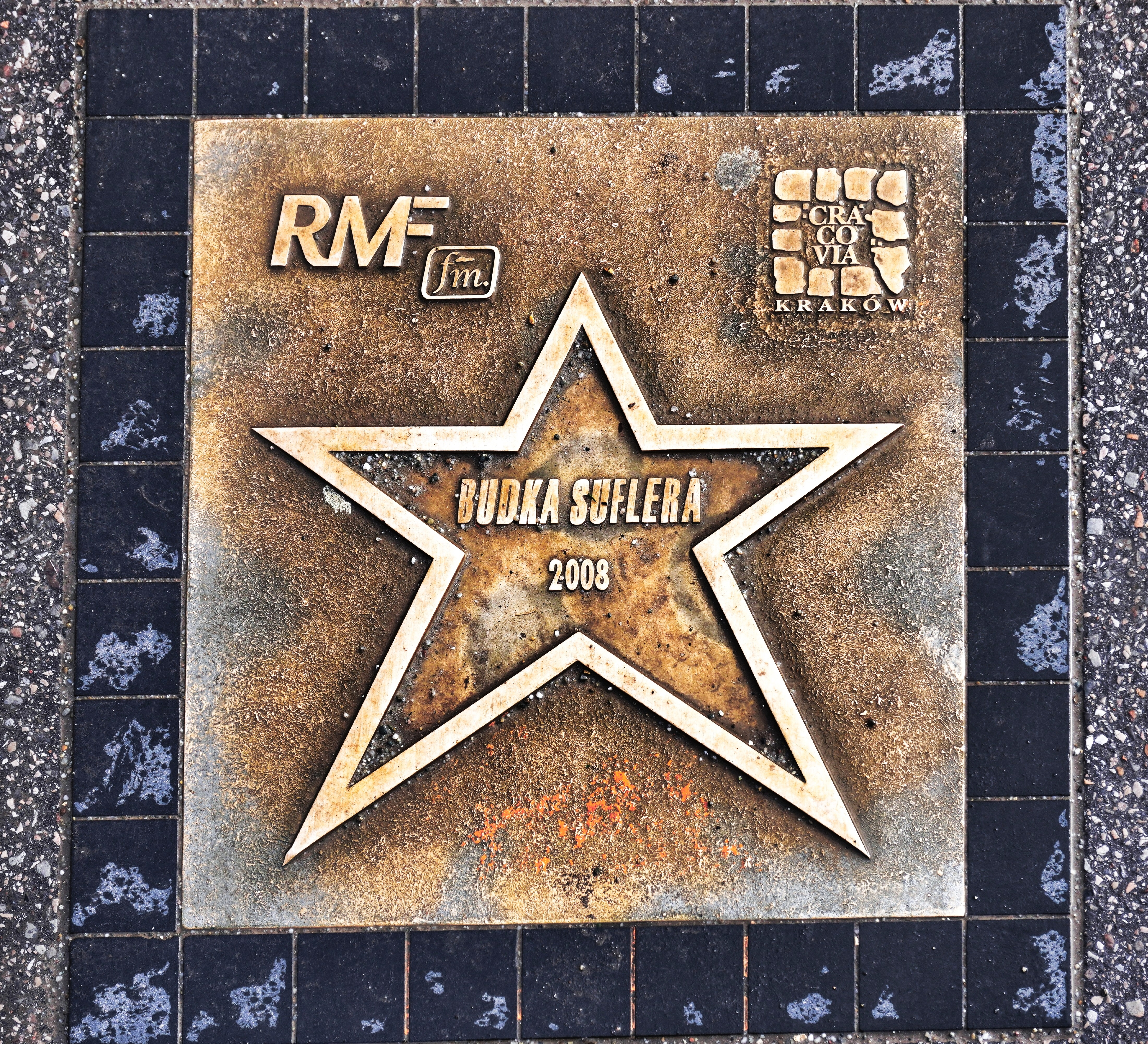
Gwiazda Budki Suflera
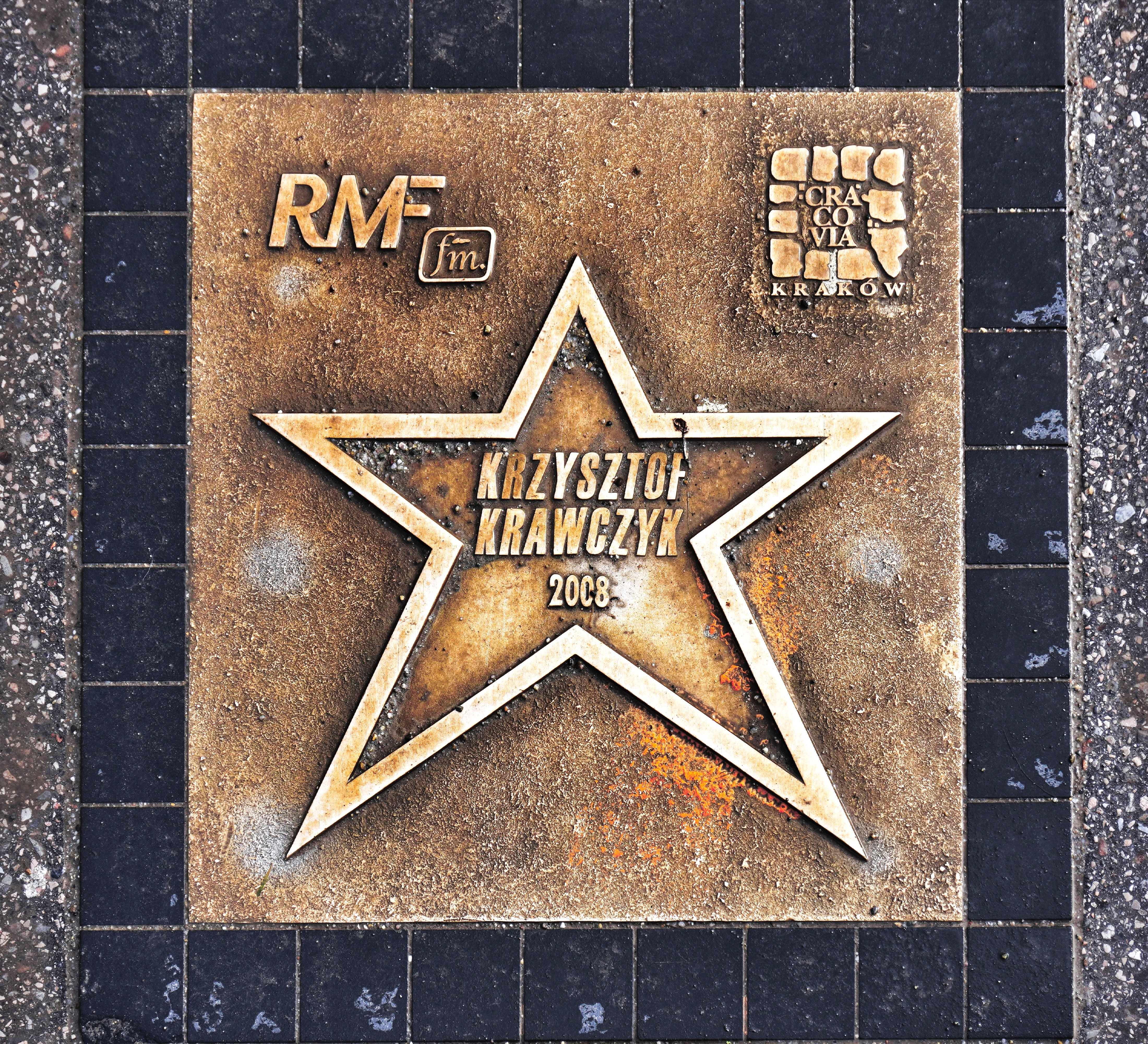
Gwiazda Krzysztofa Krawczyka
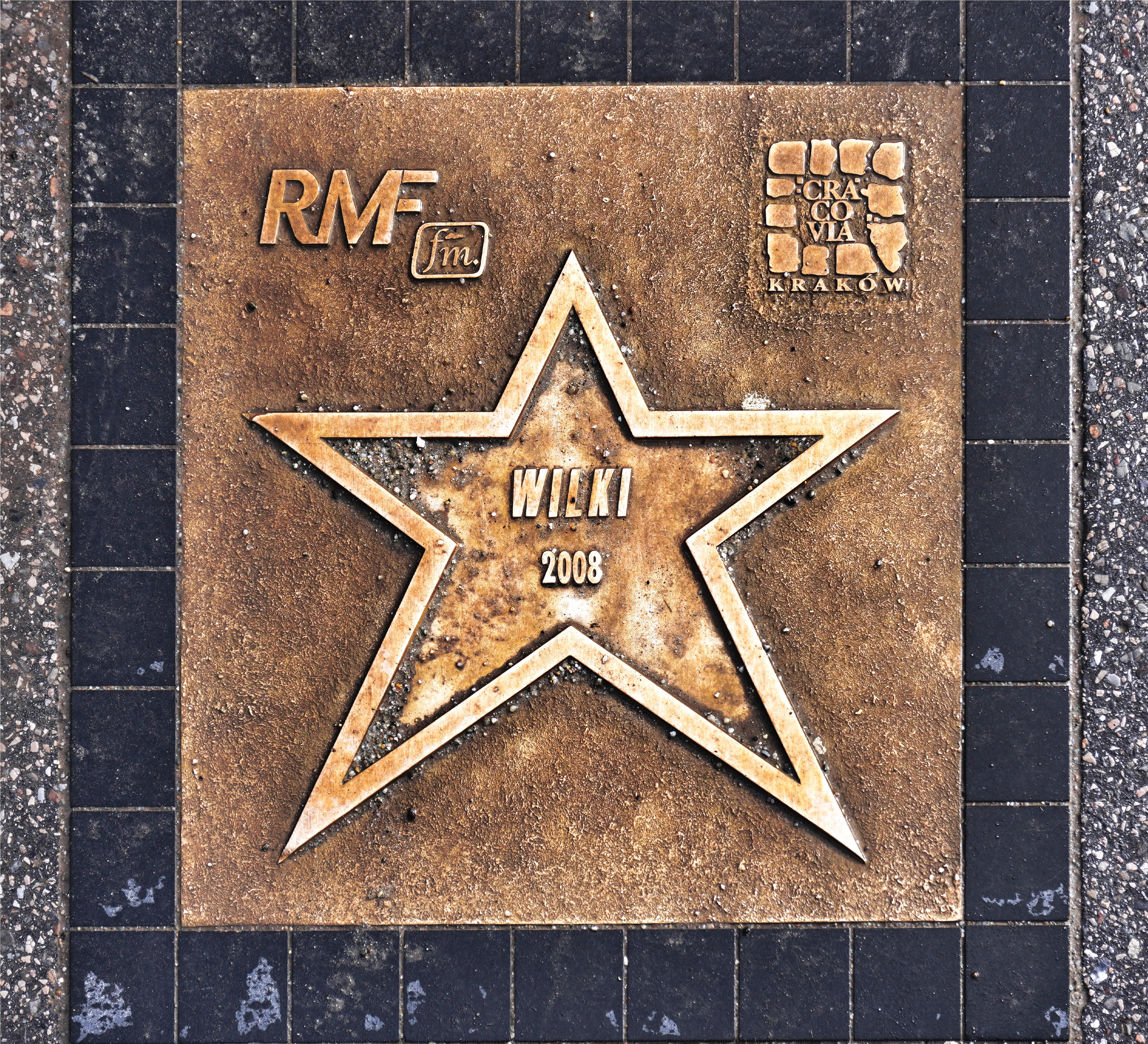
Gwiazda Wilków
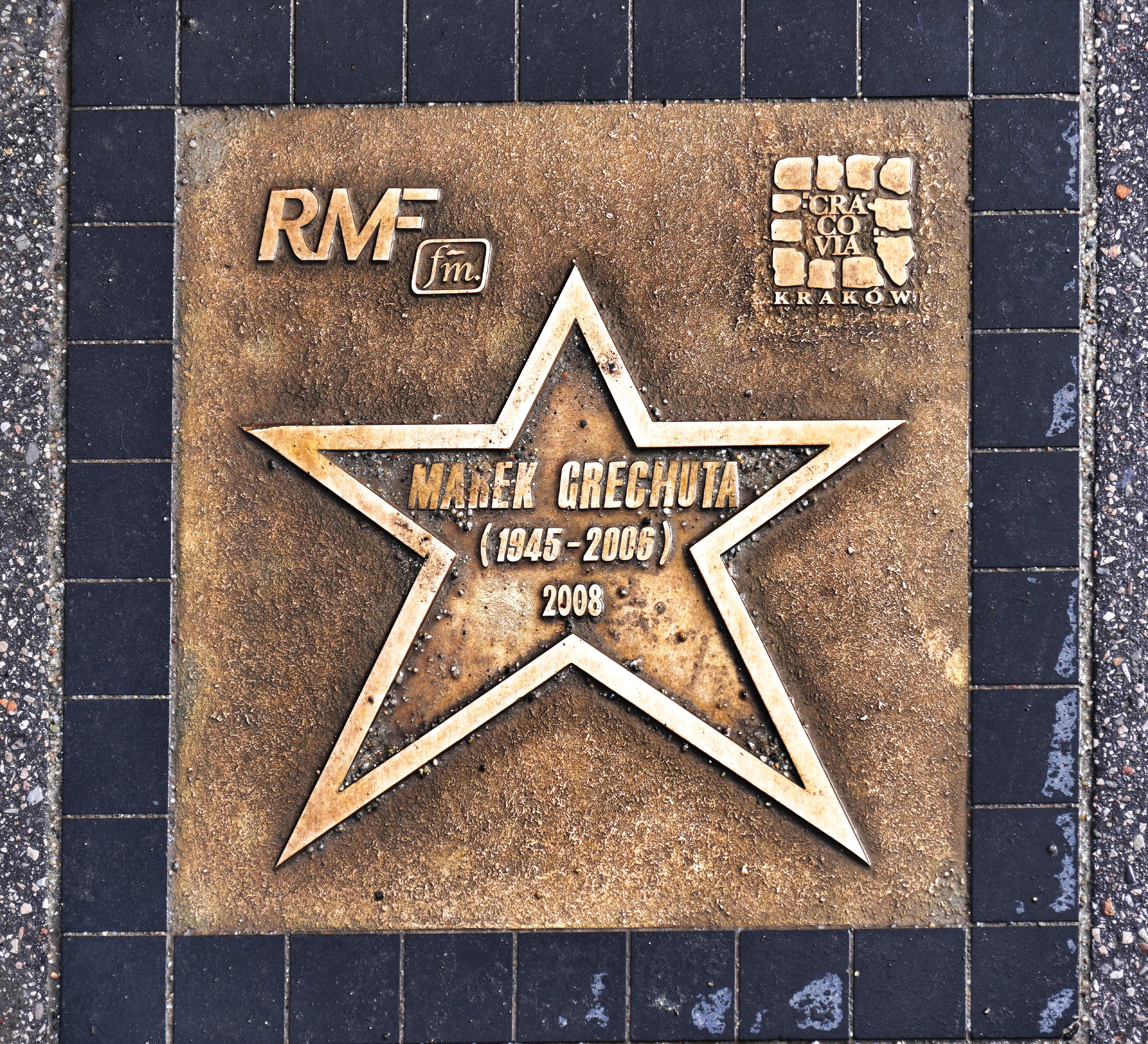
Gwiazda Marka Grechuty
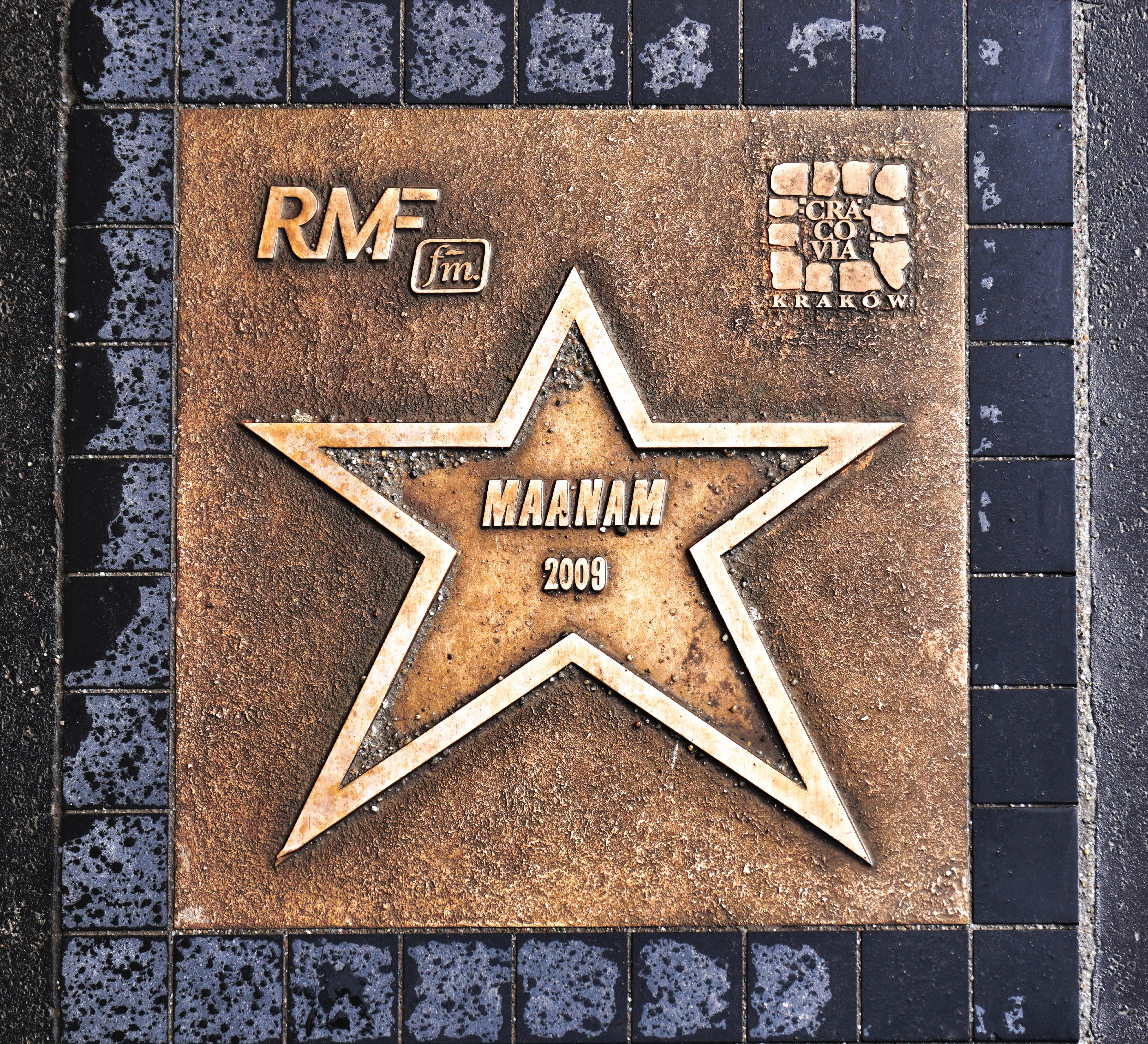
Gwiazda Maanamu
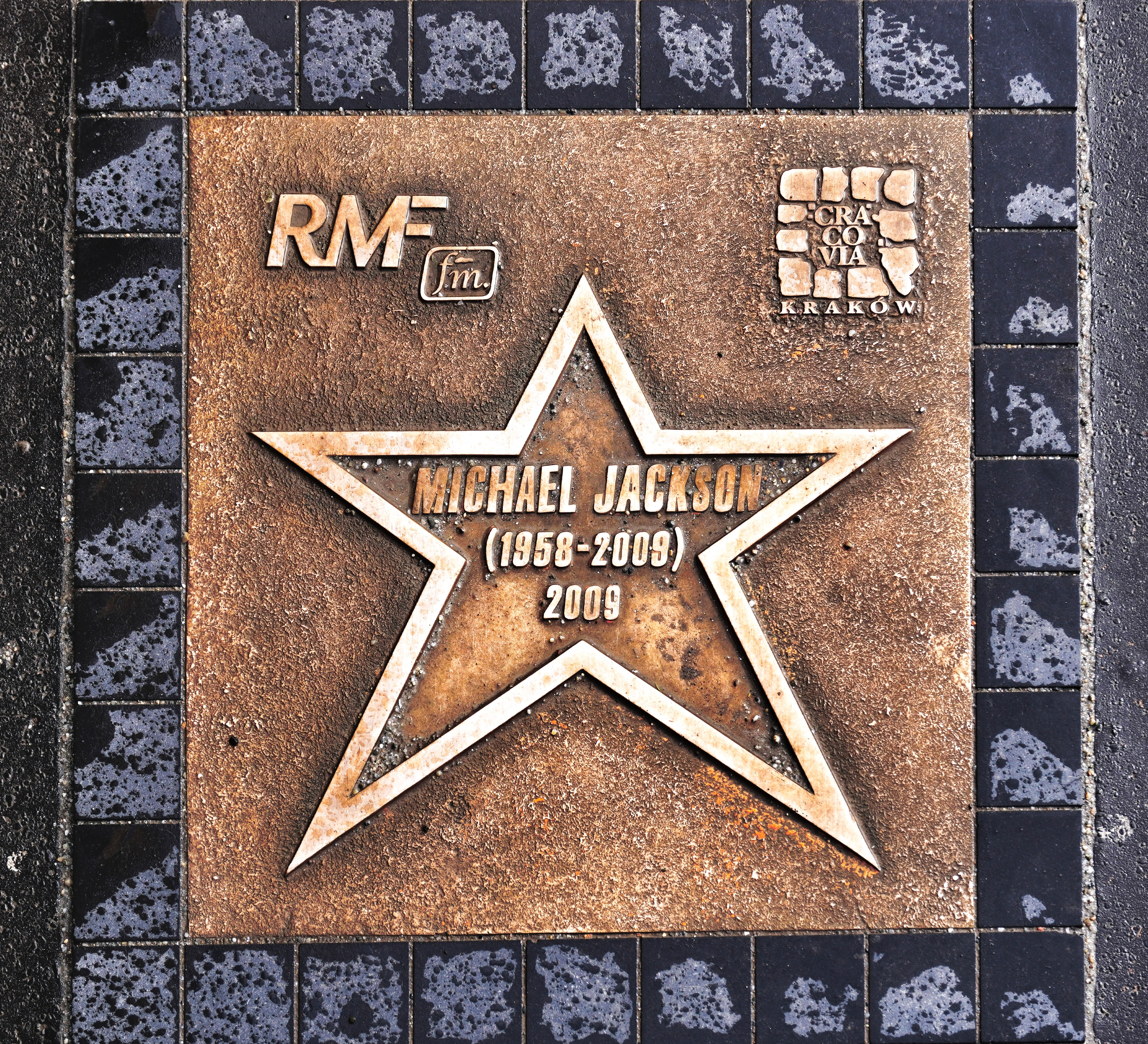
Gwiazda Michaela Jacksona
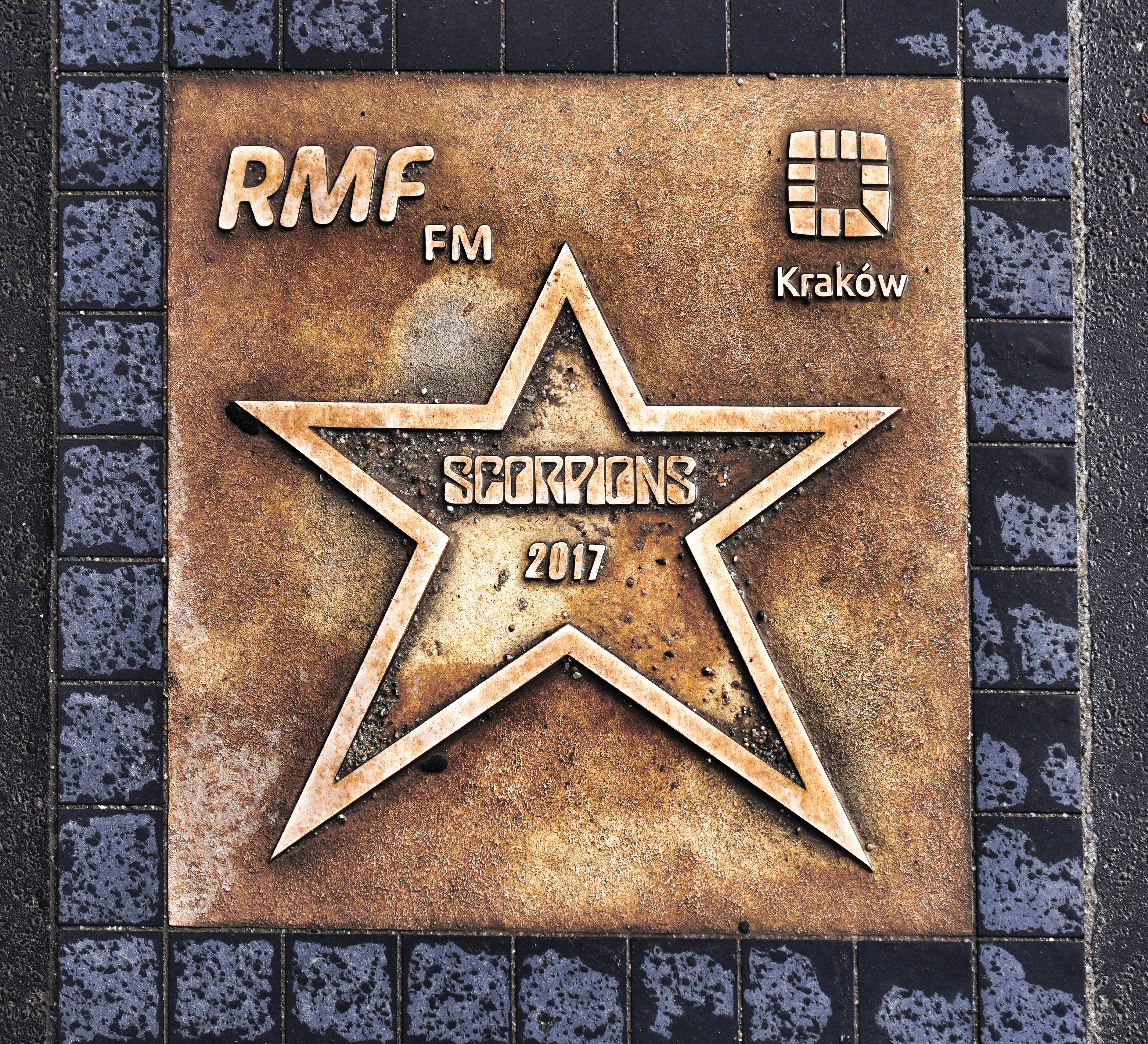
Gwiazda Scorpions
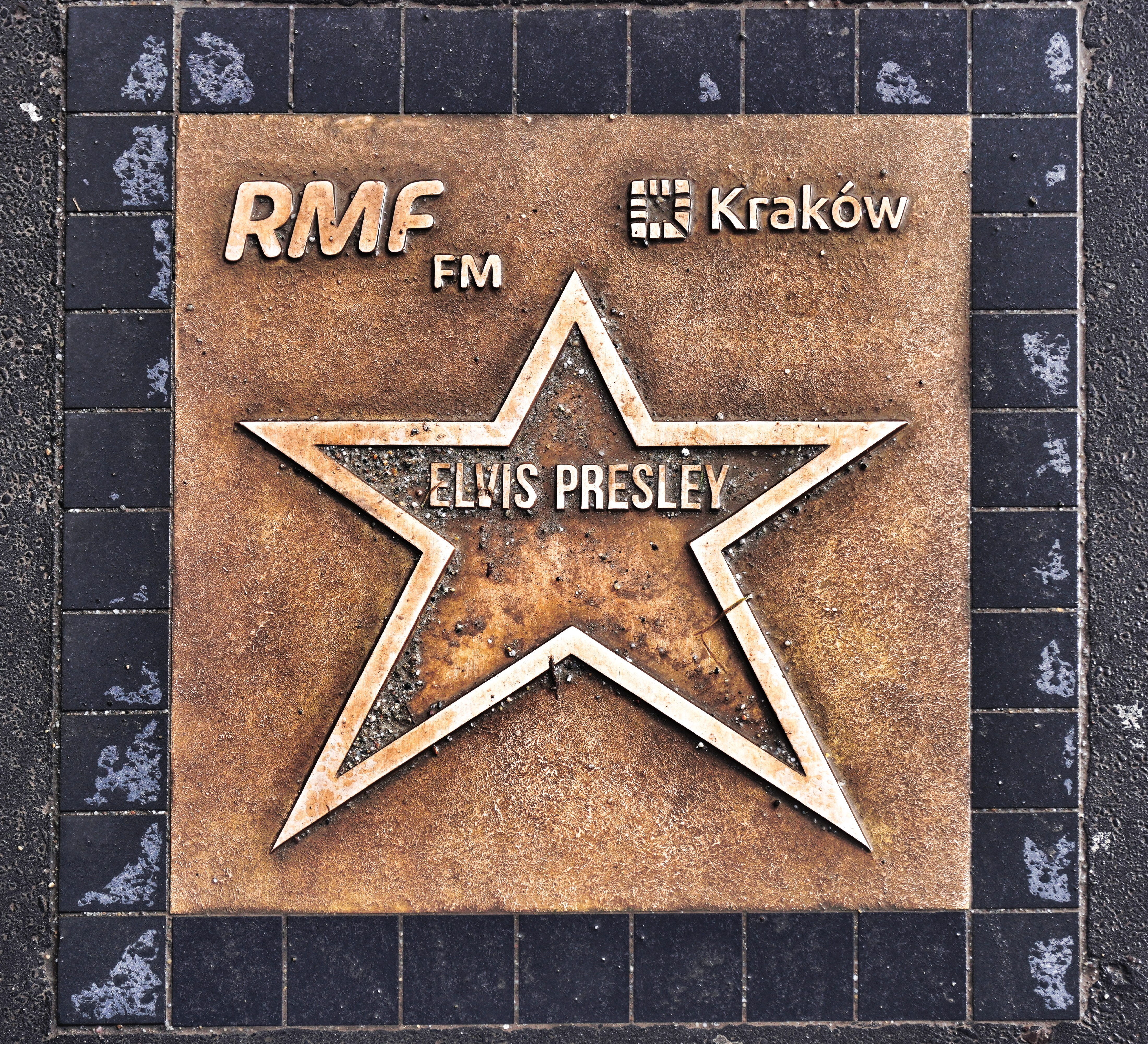
Gwiazda Elvisa Presleya
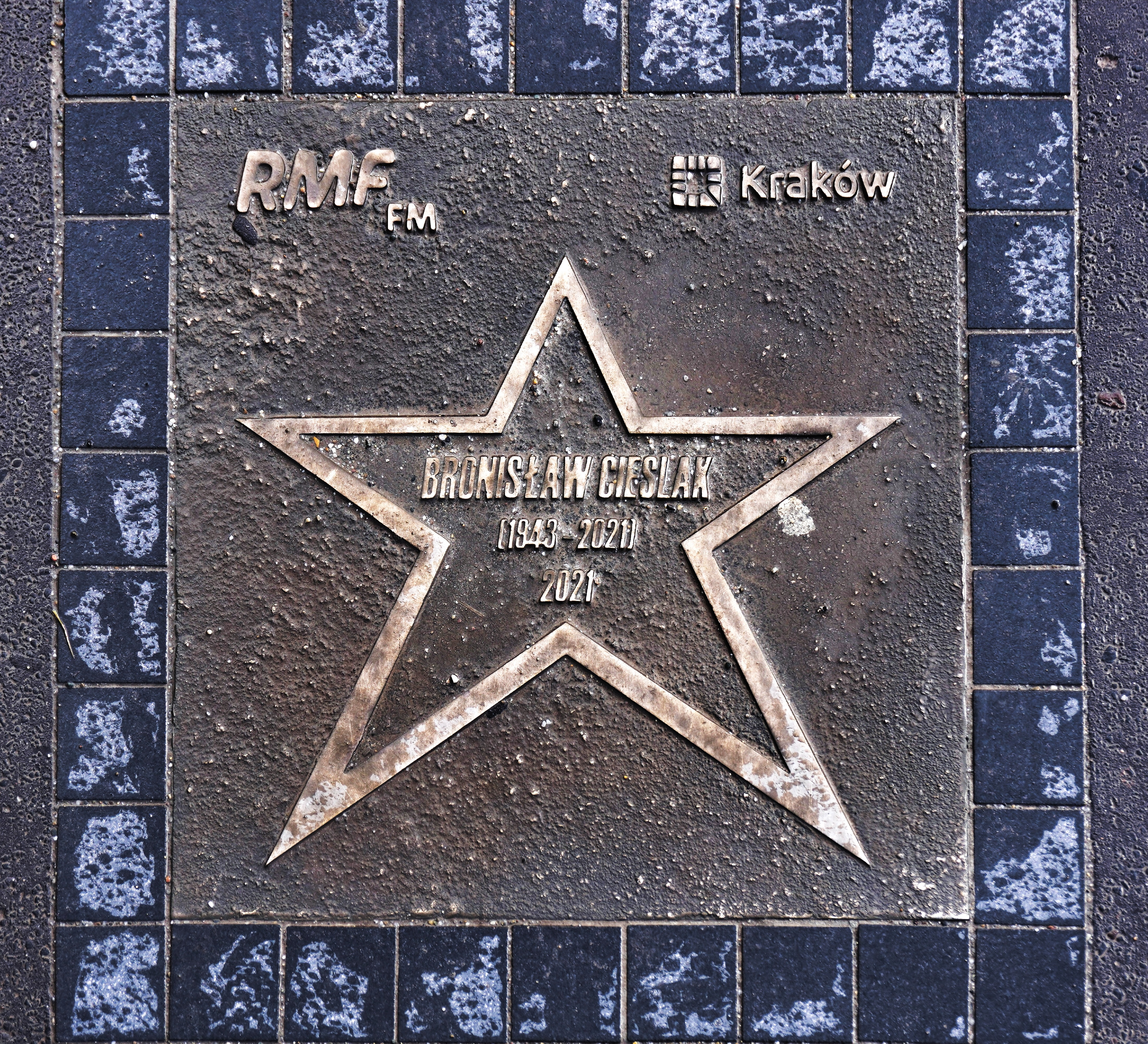
Gwiazda Bronisława Cieślaka

## Odsłonięte Gwiazdy gościMiędzynarodowego Festiwalu Kina Niezależnego Off Plus Camera
W Alei Gwiazd znajdują się także gwiazdy oraz odciski dłoni reżyserów filmowych kina niezależnego, gości Festiwalu Off Plus Camera. 
Dotychczas odsłonięto gwiazdy:
| Gwiazda                                             | Kraj            | Data Odsłonięcia |
| --------------------------------------------------- | --------------- | ---------------- |
| Jane Campion                                        | Nowa Zelandia   | 2011             |
| Peter Weir                                          | Australia       | 2011             |
| Amitabh Bachchan                                    | Indie           | 2011             |
| Tim Roth                                            | Wielka Brytania | 2011             |
| Roland Joffé                                        | Wielka Brytania | 2012             |
| Daniel Olbrychski Wojciech Pszoniak Andrzej Seweryn | Polska          | 2012             |
| Andrzej Wajda                                       | Polska          | 2012             |
| Volker Schlöndorff                                  | Niemcy          | 2012             |
| David Thewlis                                       | Wielka Brytania | 2012             |
| Luc Besson                                          | Francja         | 2012             |

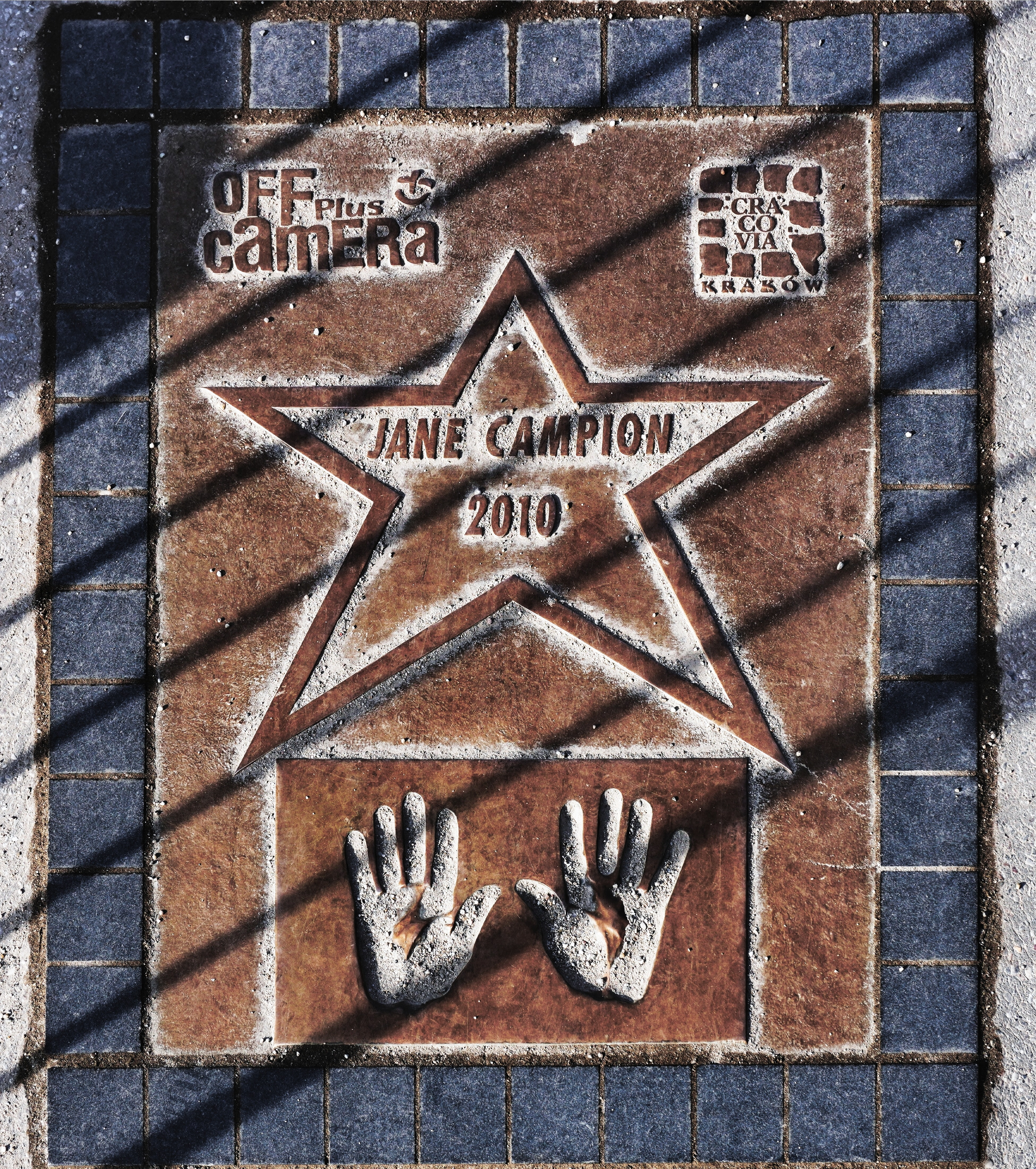
Gwiazda Jane Campion
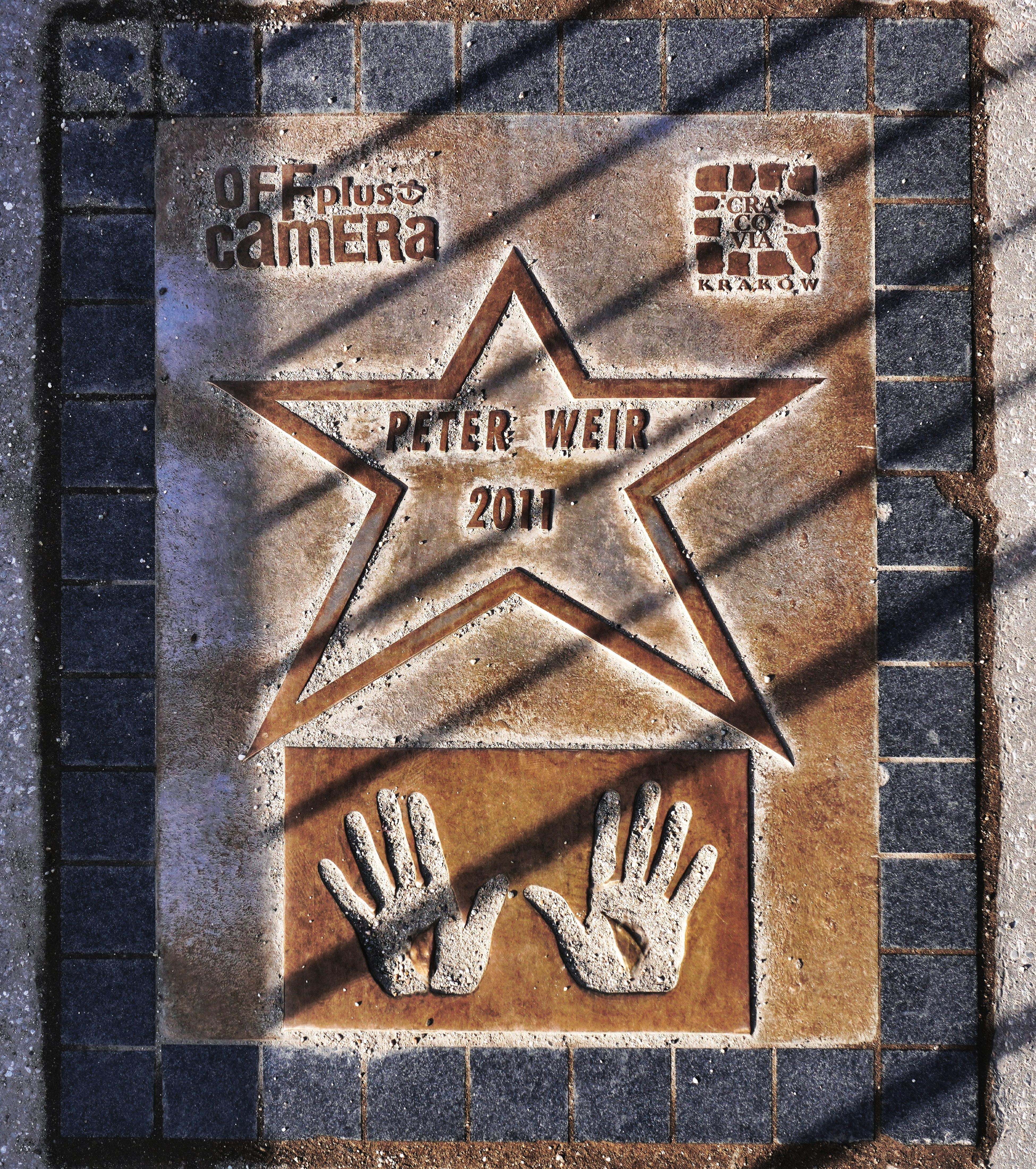
Gwiazda Petera Weira
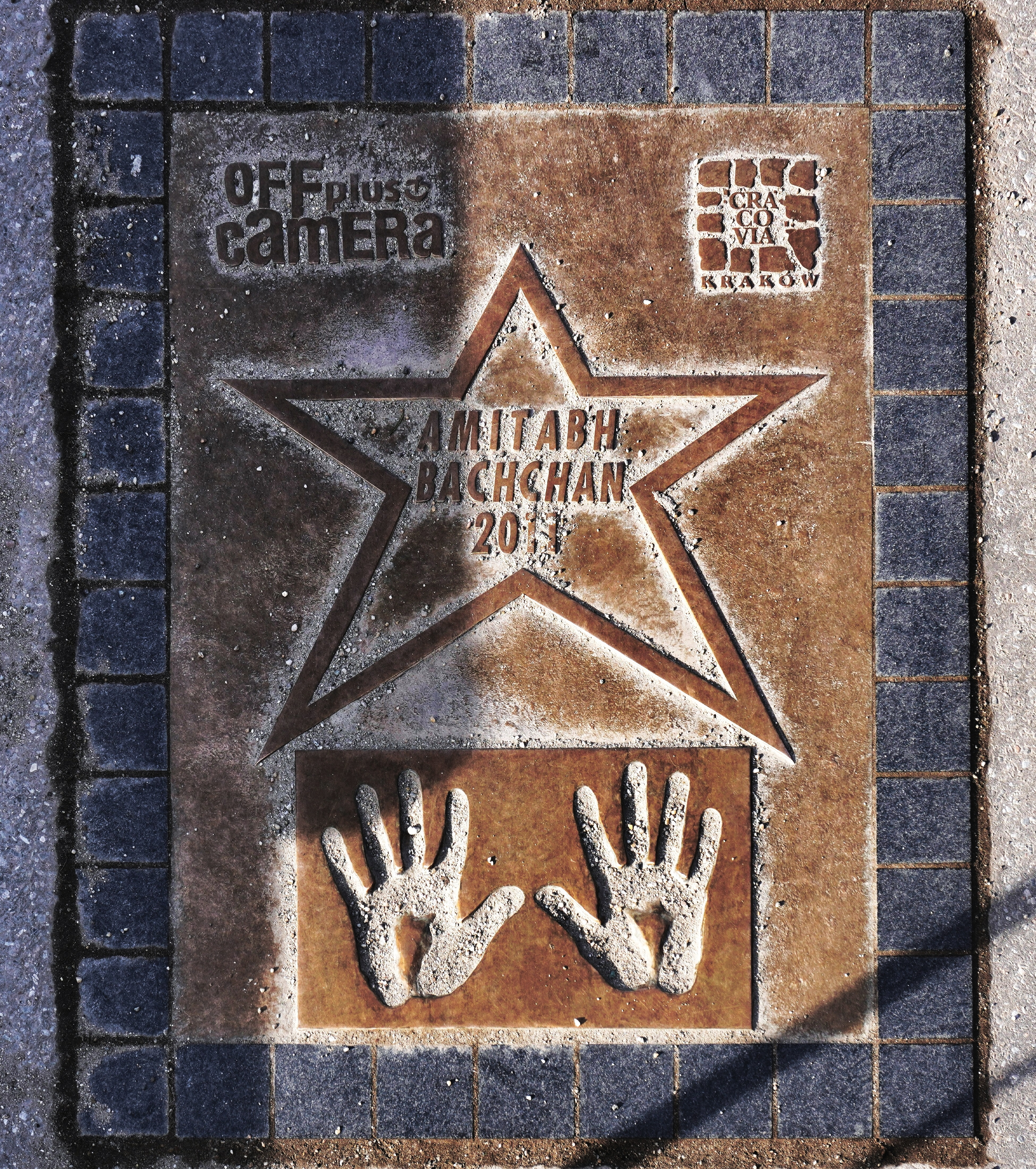
Gwiazda Amitabha Bachchana
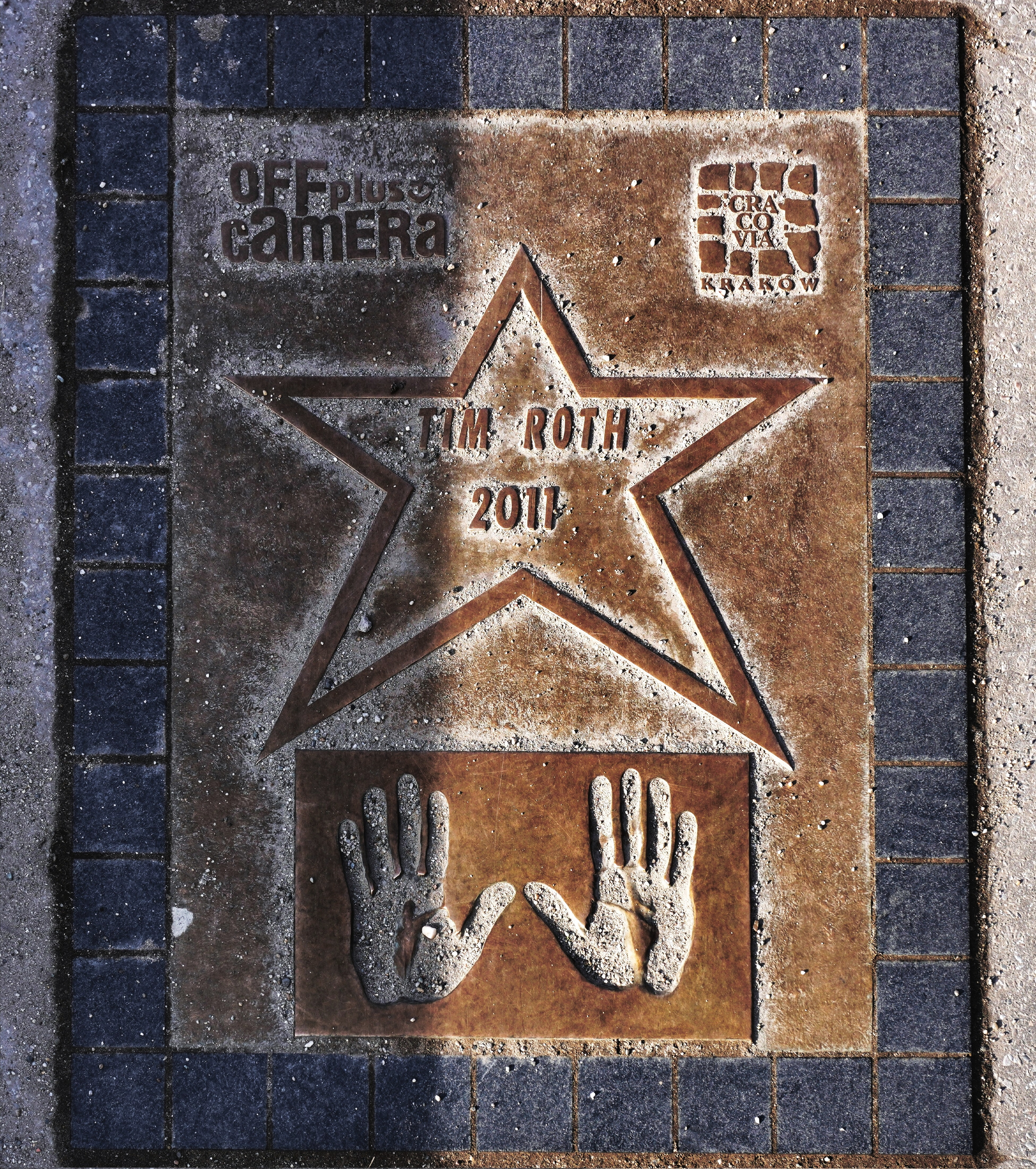
Gwiazda Tima Rotha
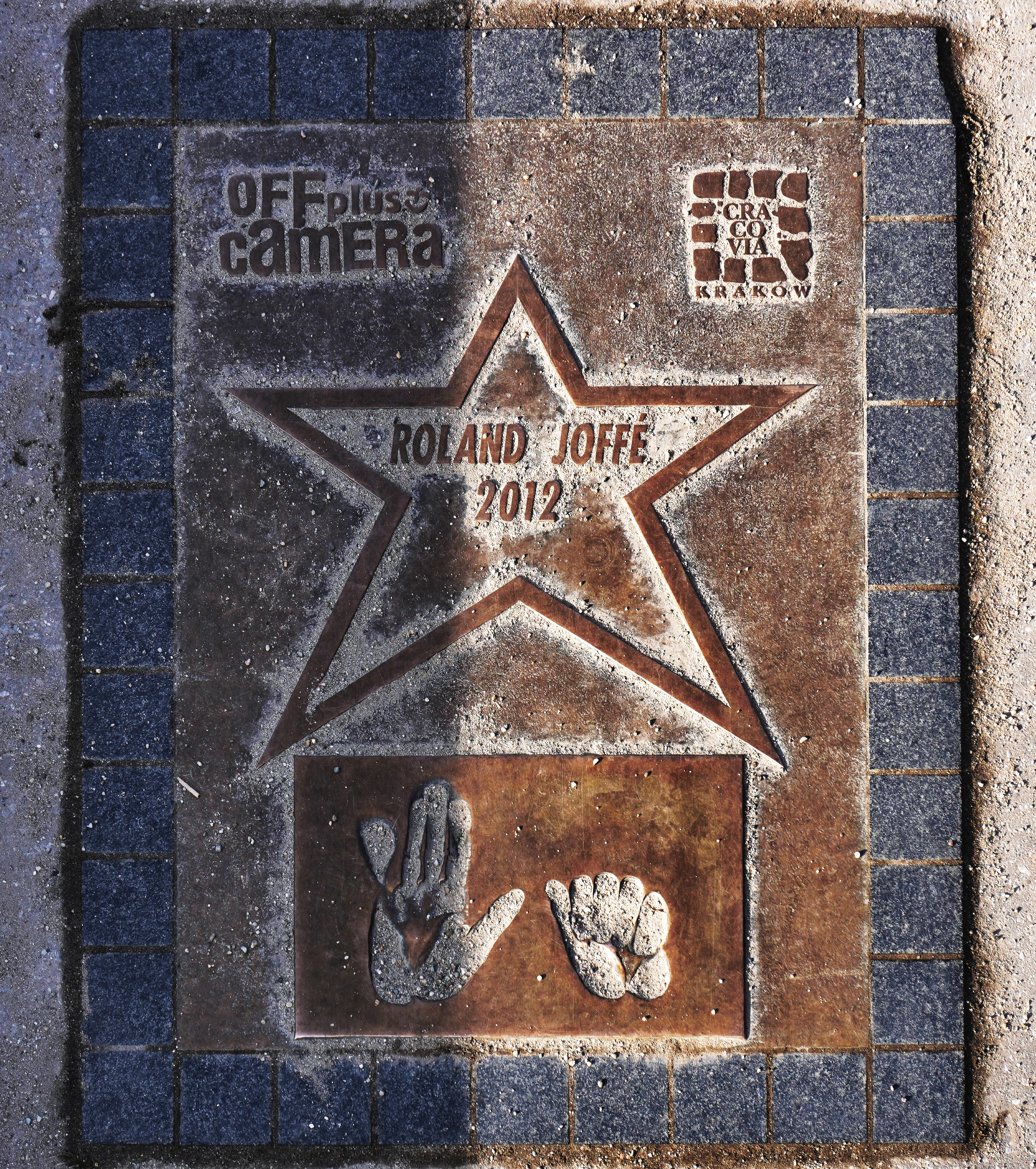
Gwiazda Rolanda Joffégo
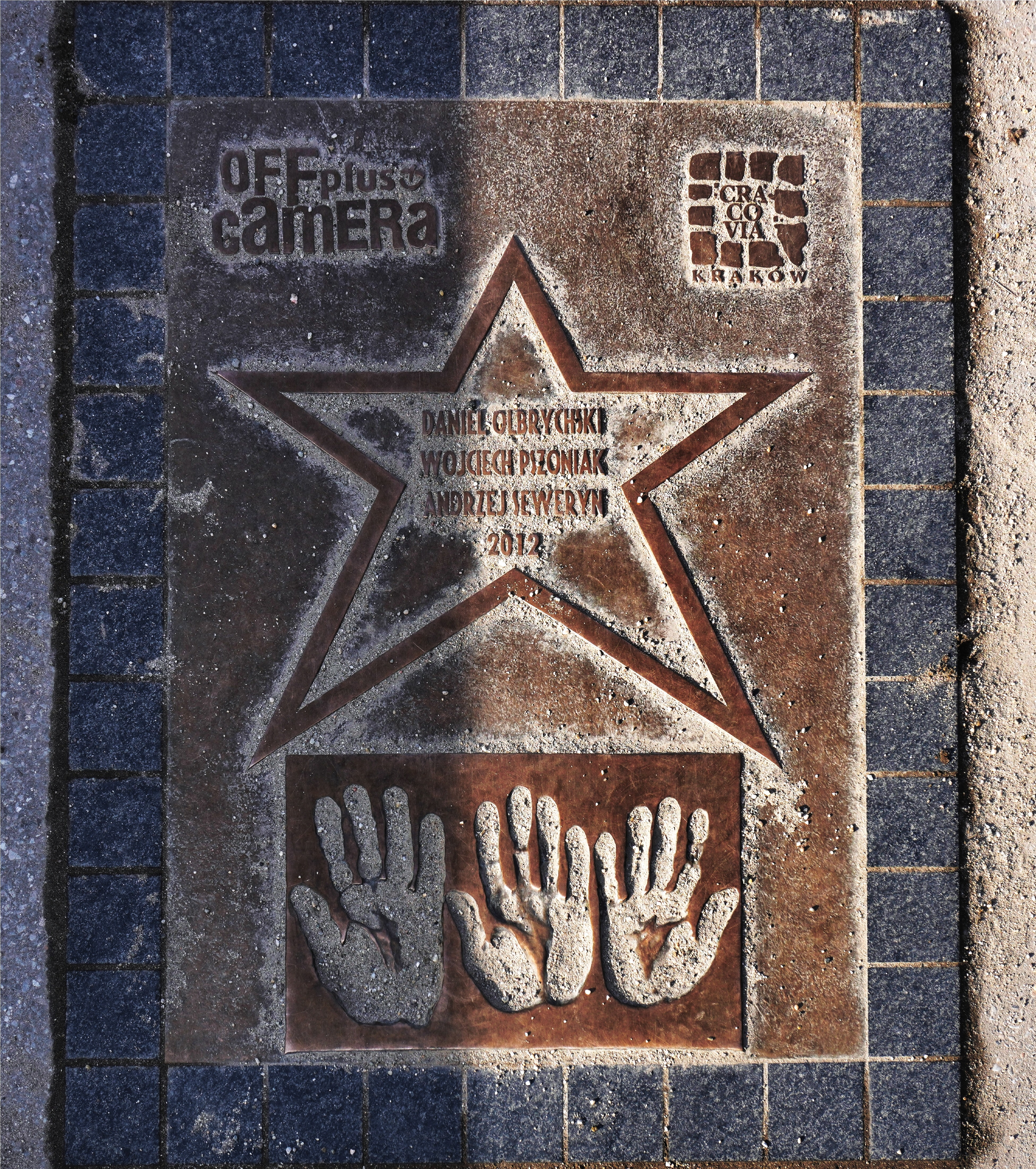
Gwiazda Daniela Olbrychskiego, Wojciecha Pszoniaka i Andrzeja Seweryna
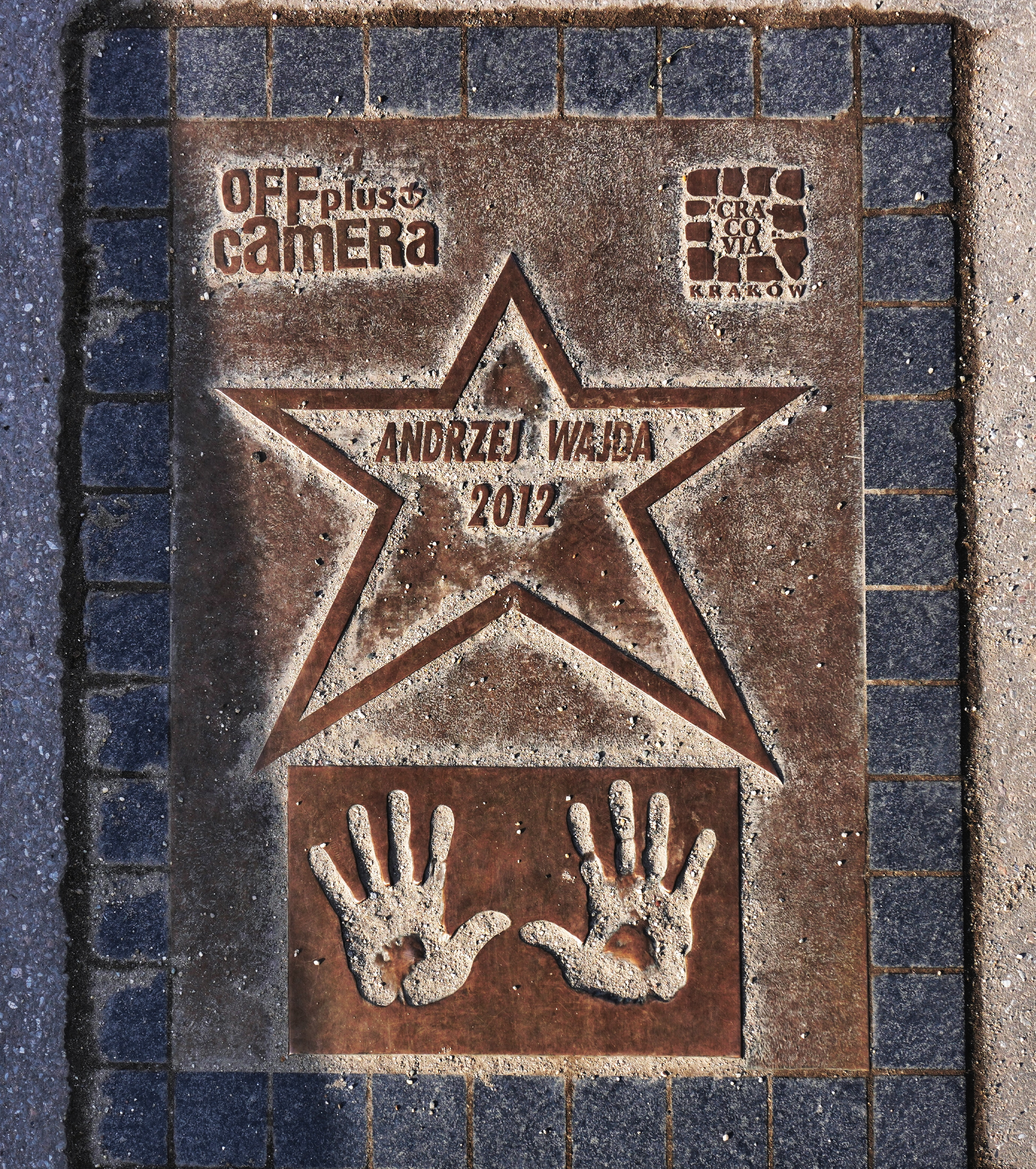
Gwiazda Andrzeja Wajdy
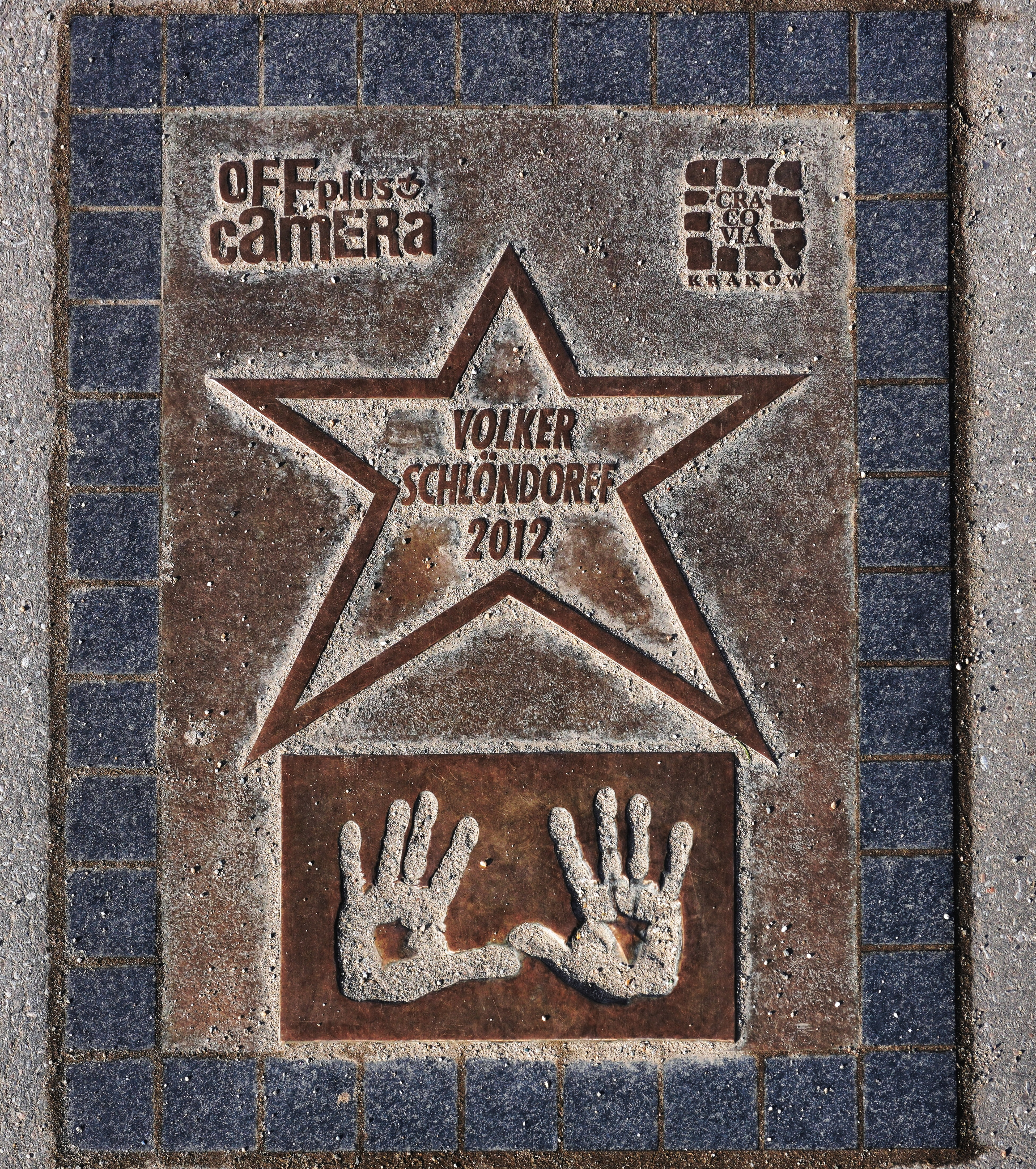
Gwiazda Volkera Schlöndorffa
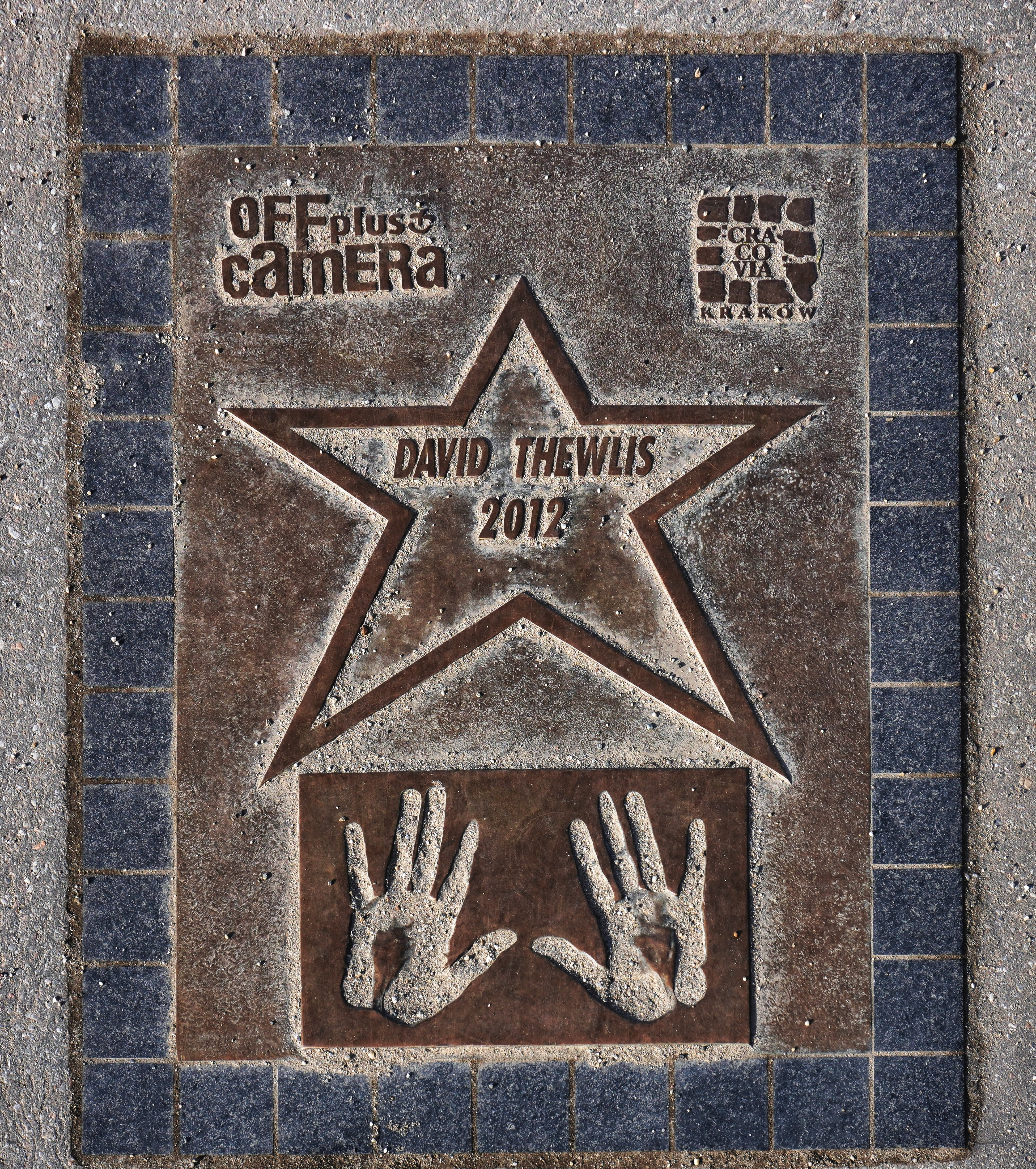
Gwiazda Davida Thewlisa
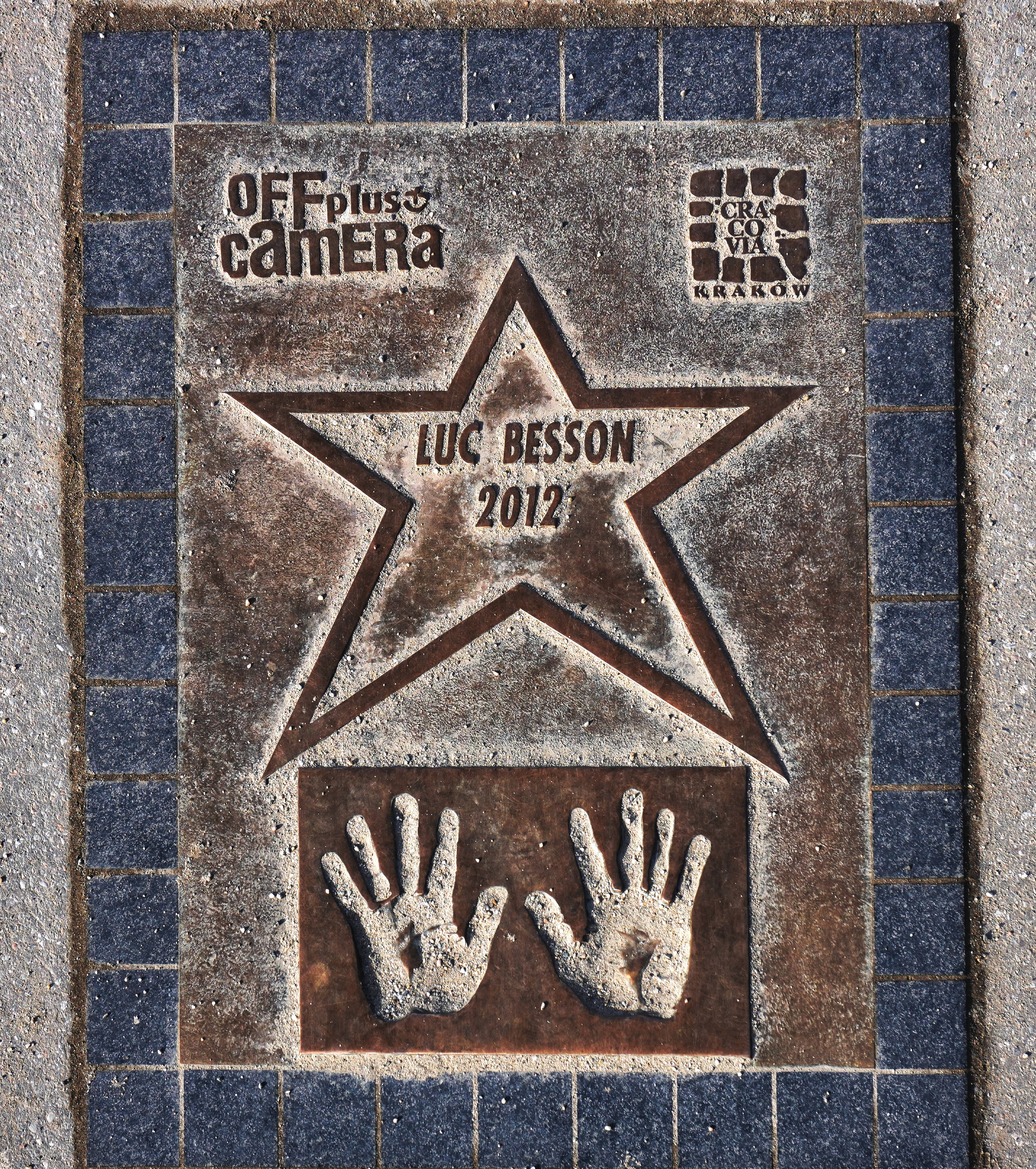
Gwiazda Luca Bessona
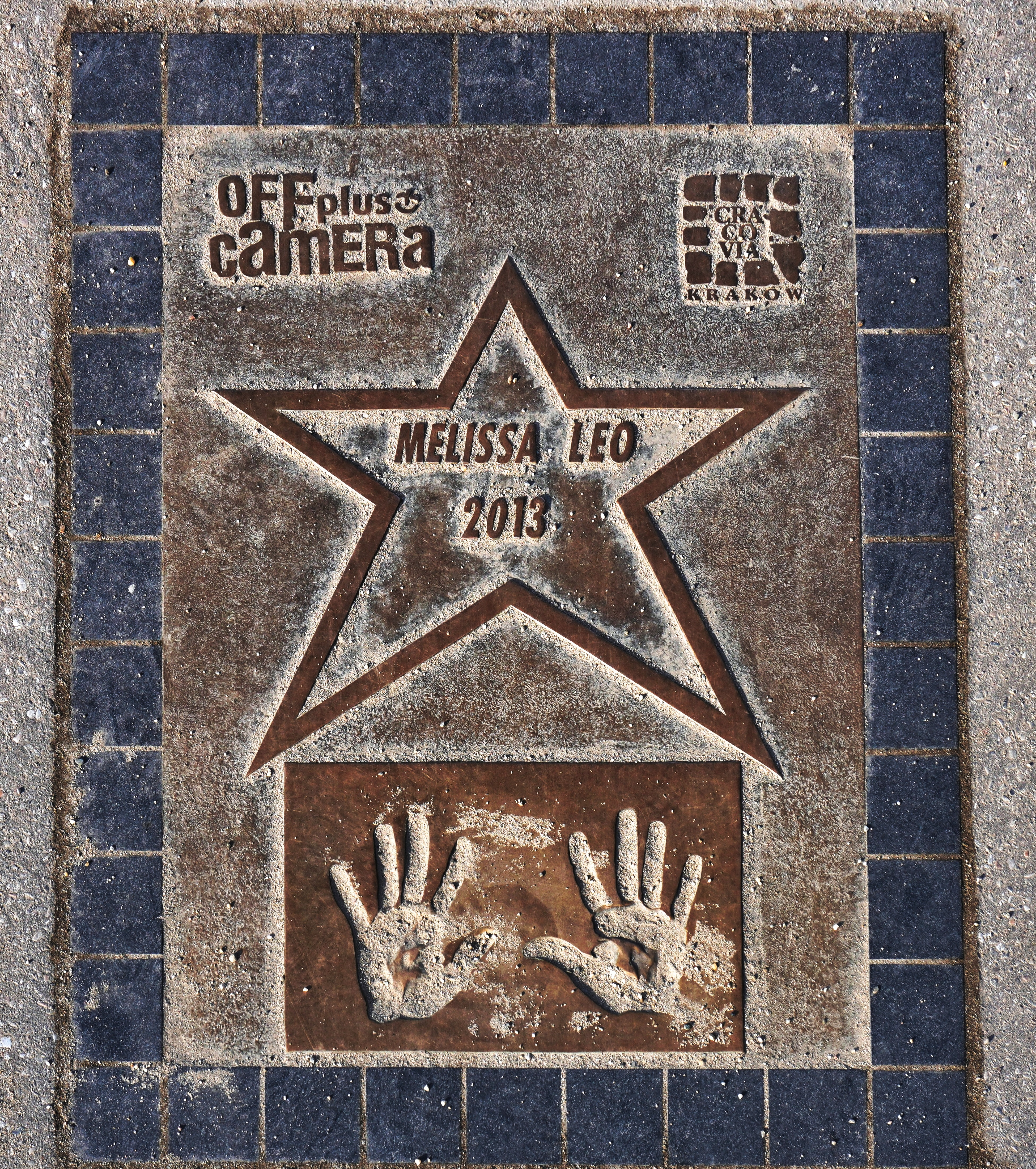
Gwiazda Melissy Leo
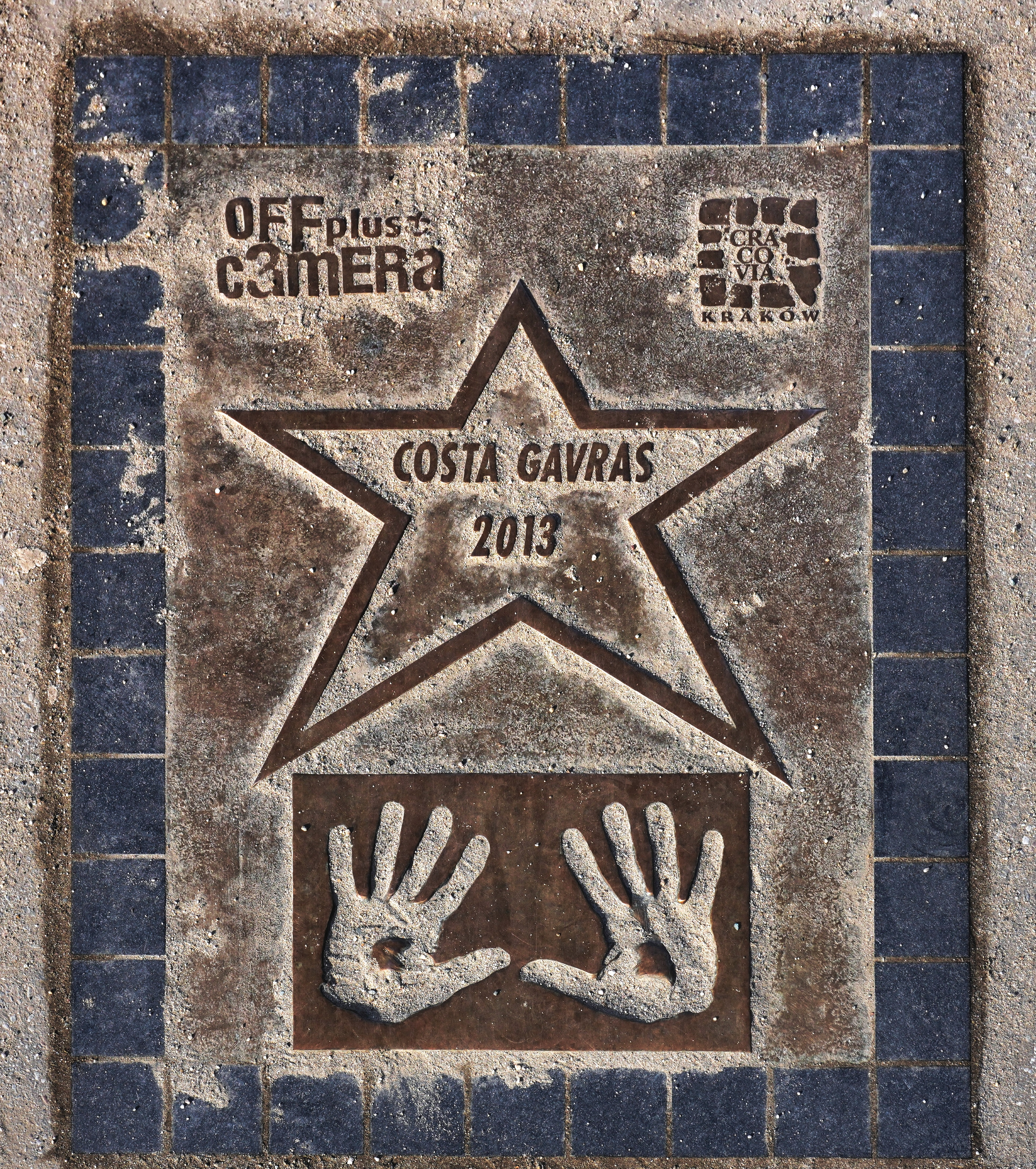
Gwiazda Costy-Gavrasa
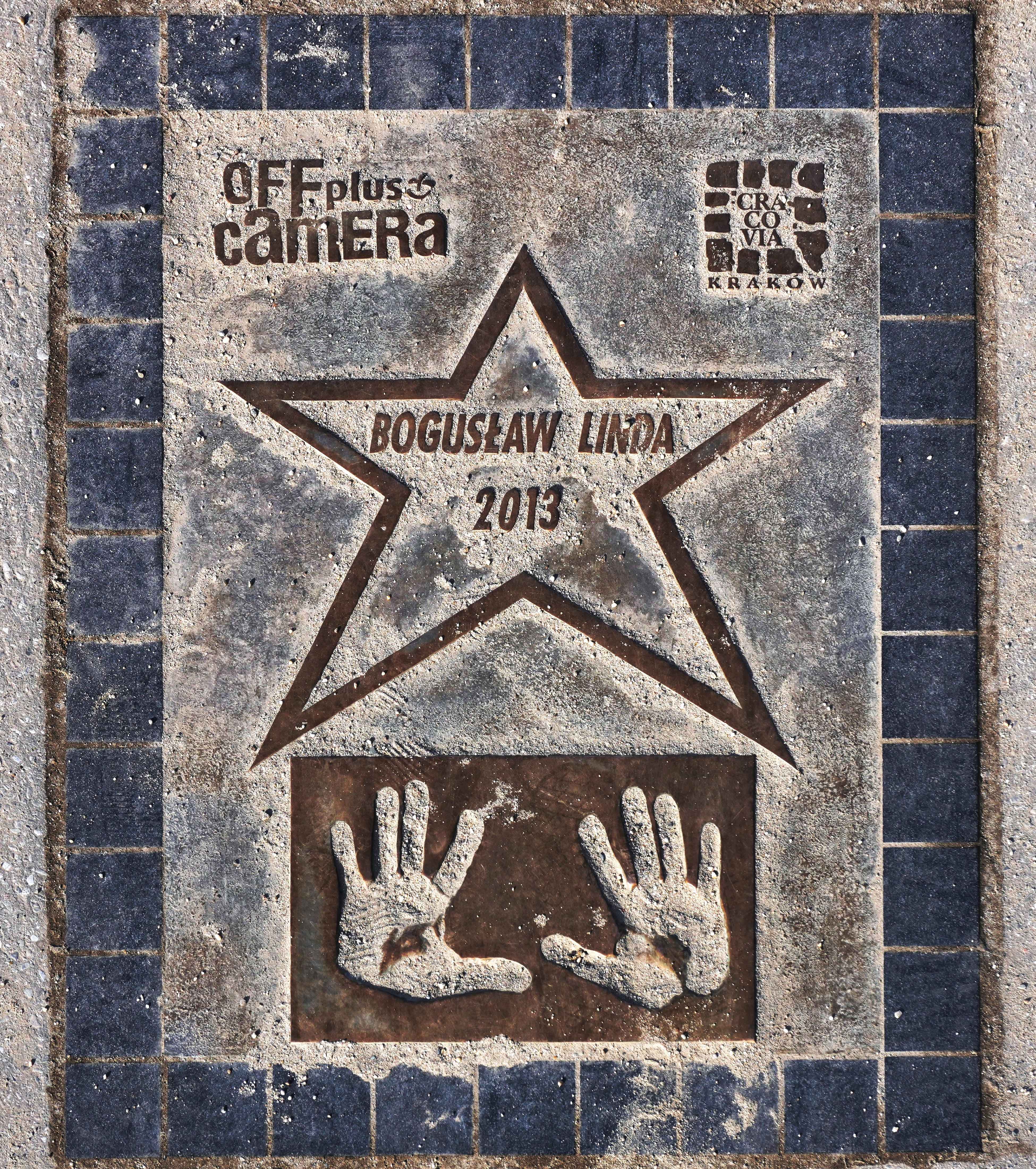
Gwiazda Bogusława Lindy
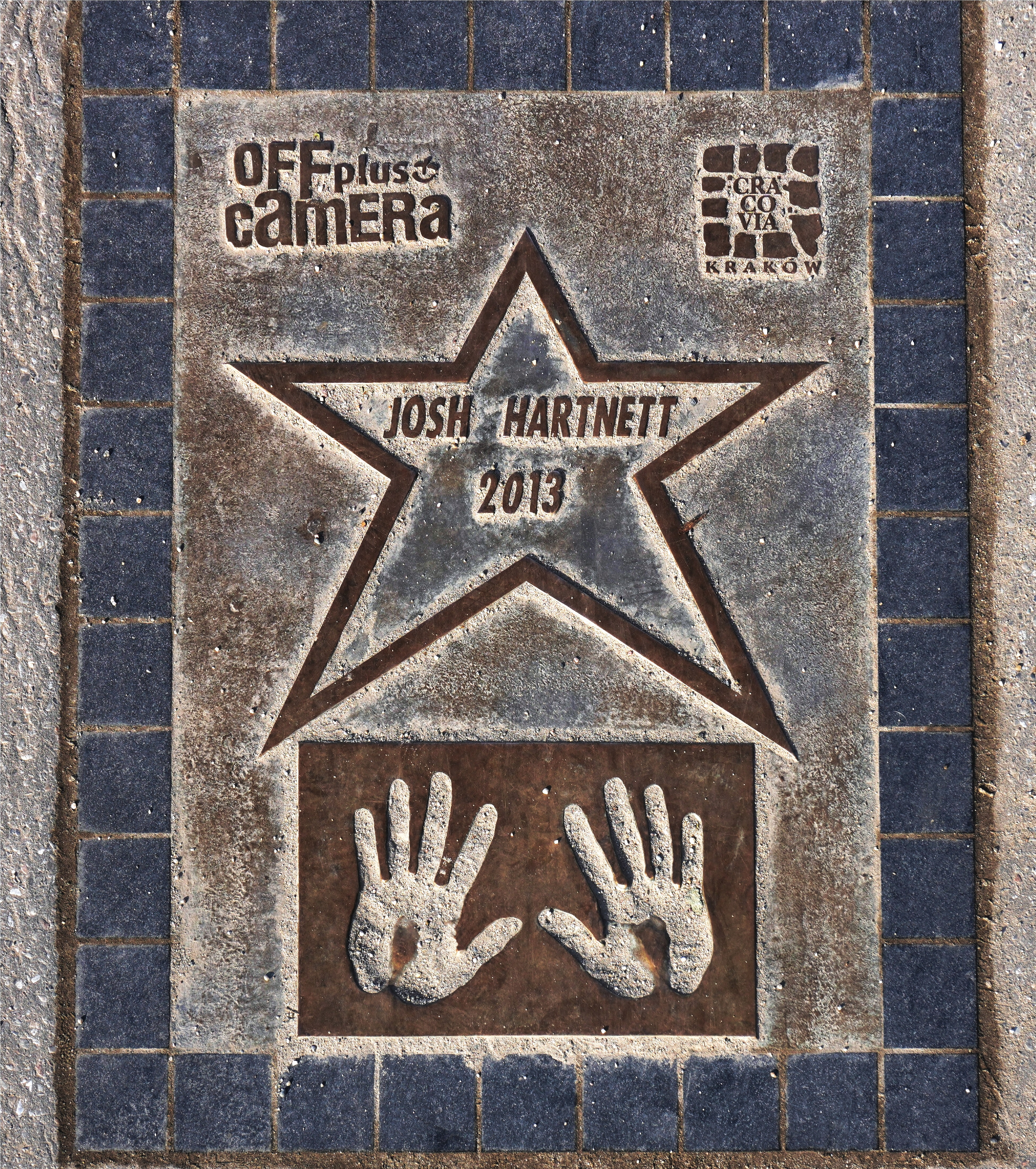
Gwiazda Josha Hartnetta
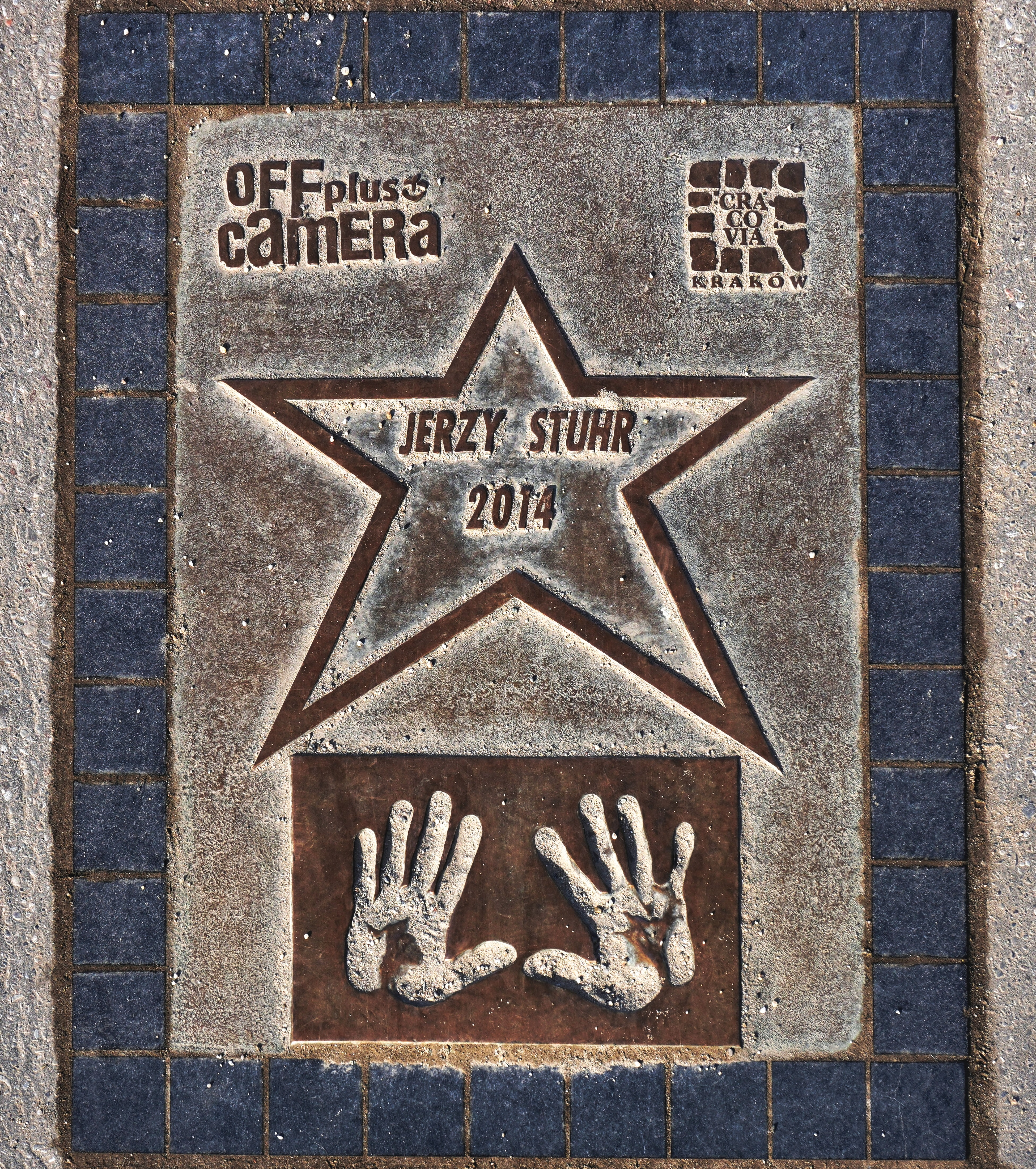
Gwiazda Jerzego Stuhra
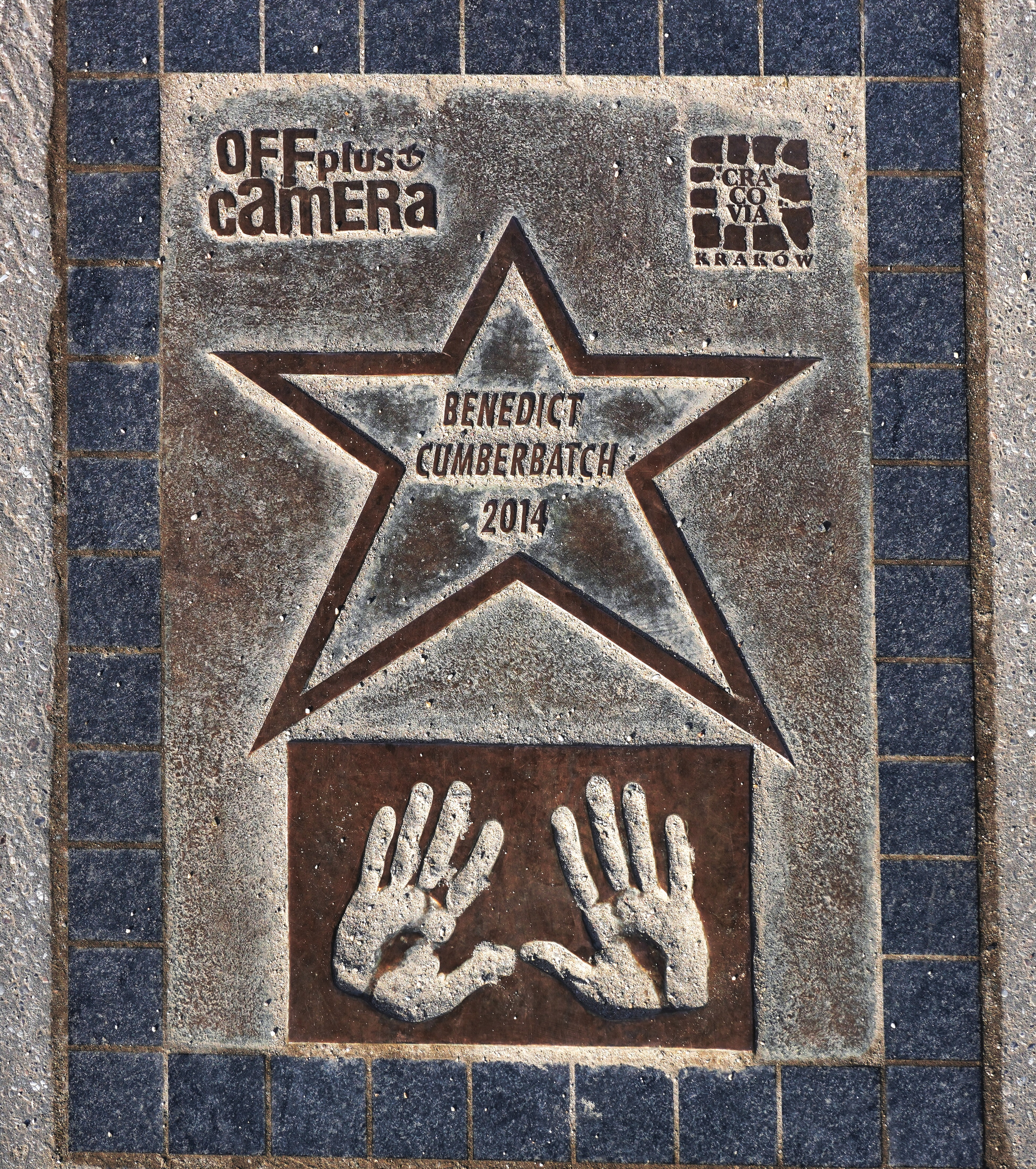
Gwiazda Benedicta Cumberbatcha
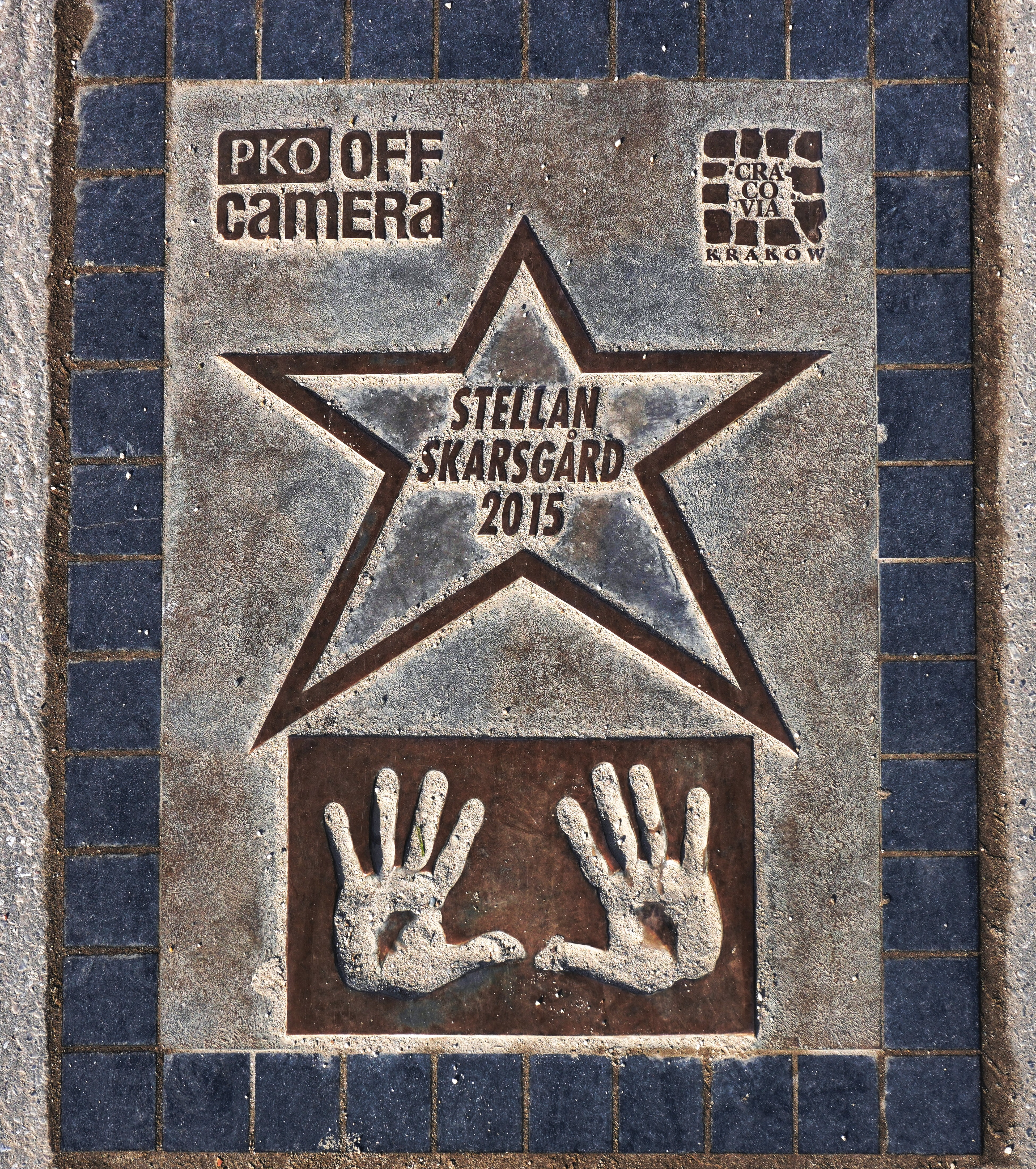
Gwiazda Stellana Skarsgårda
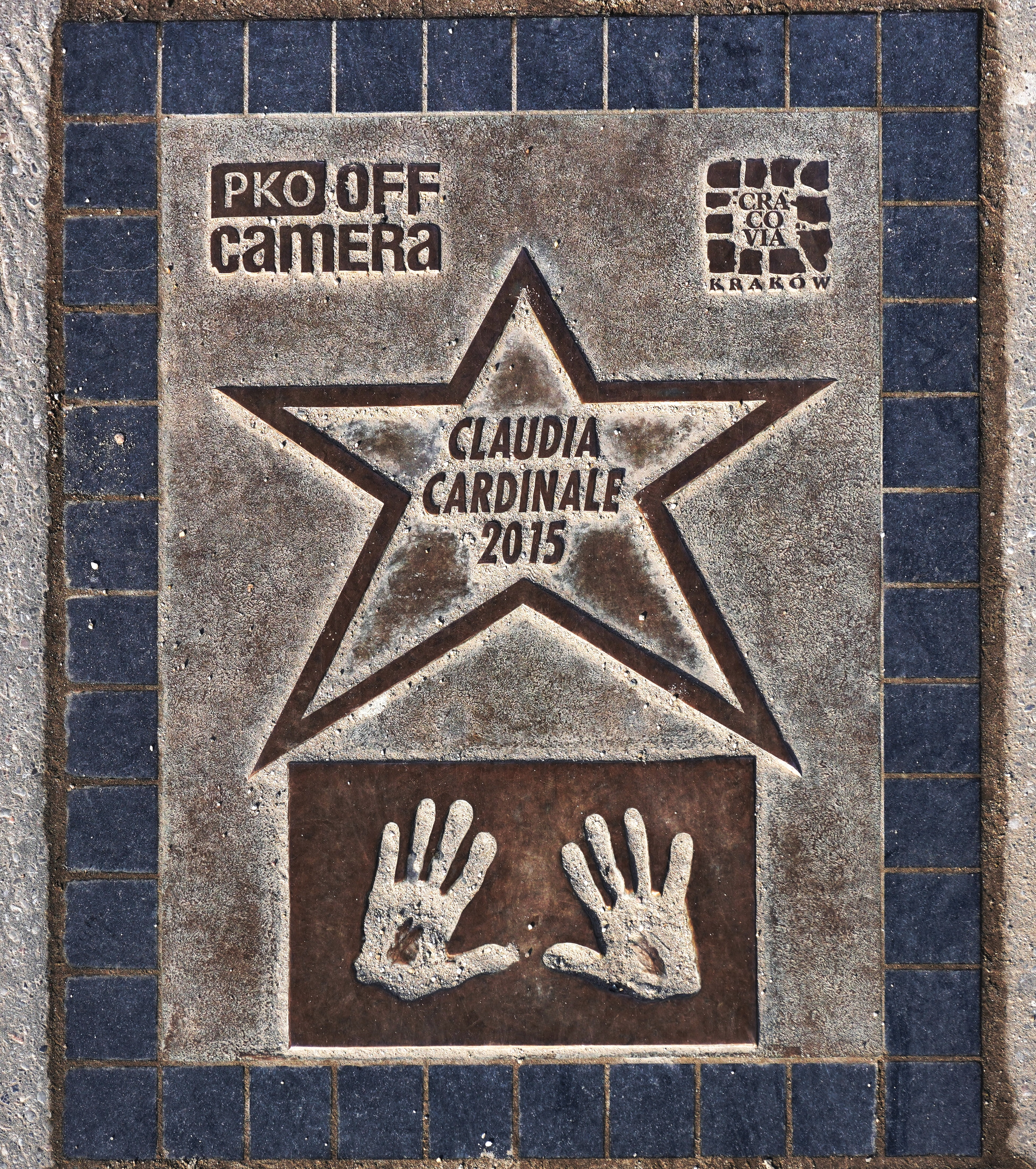
Gwiazda Claudii Cardinale
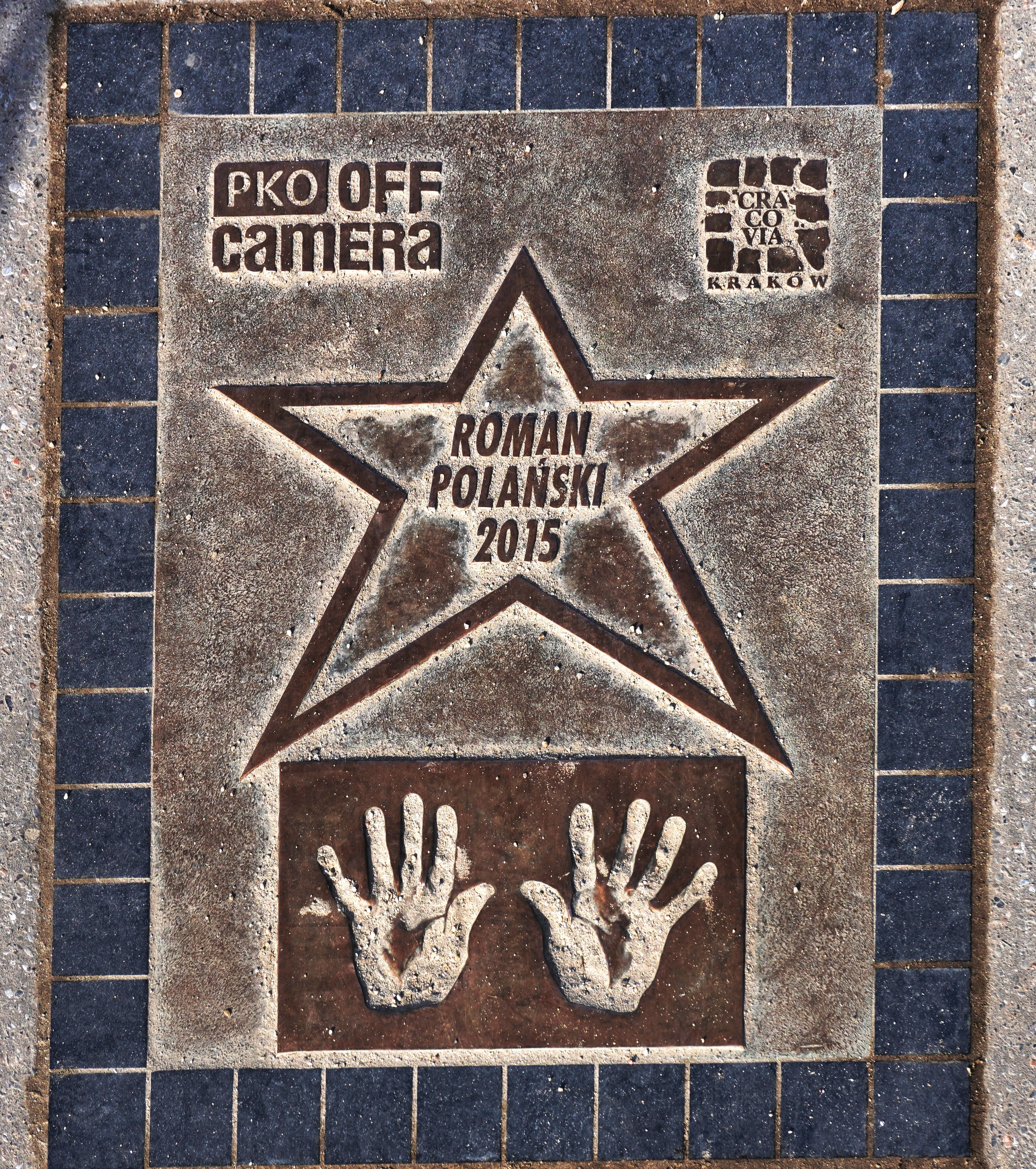
Gwiazda Romana Polańskiego
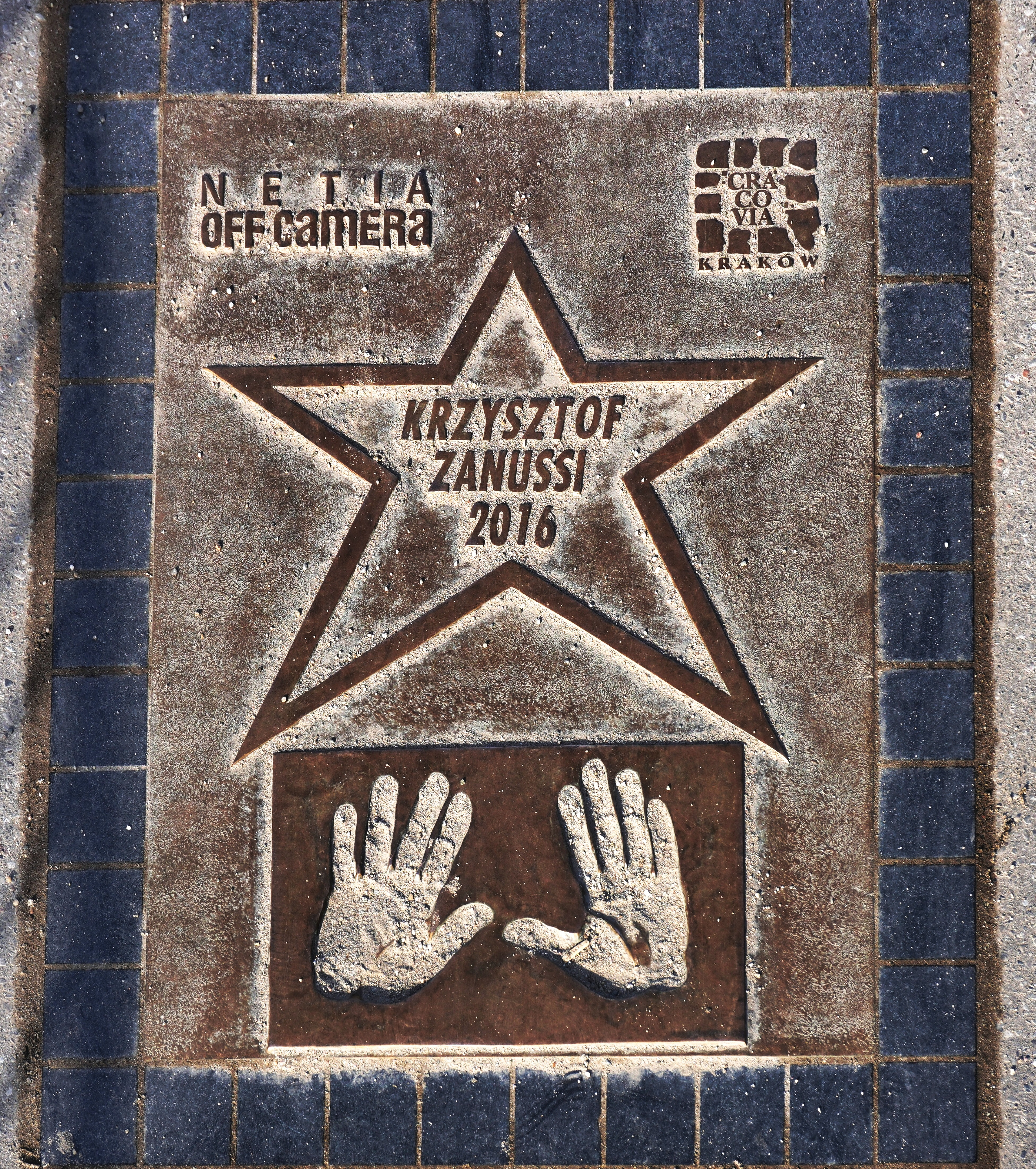
Gwiazda Krzysztofa Zanussiego
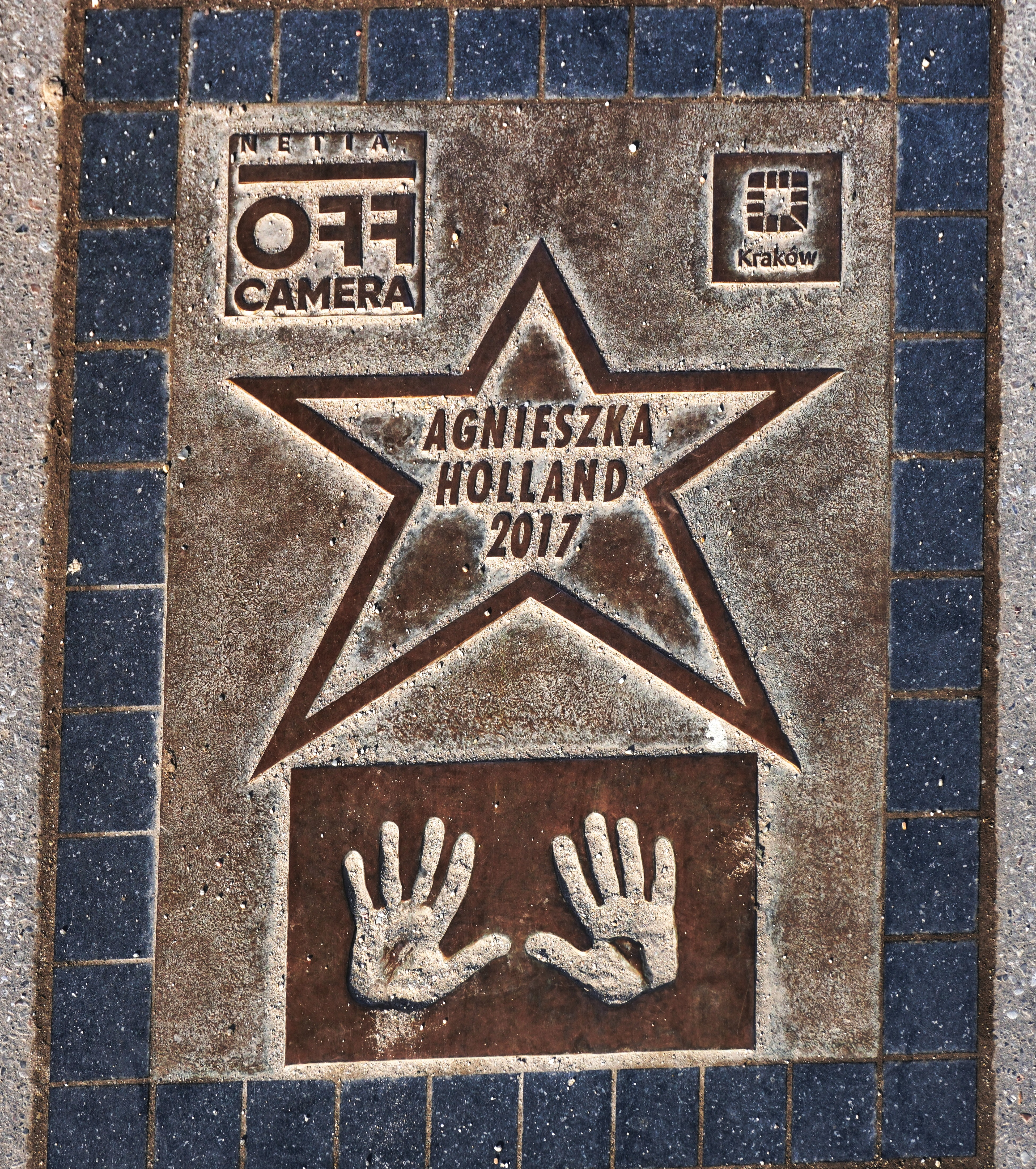
Gwiazda Agnieszki Holland
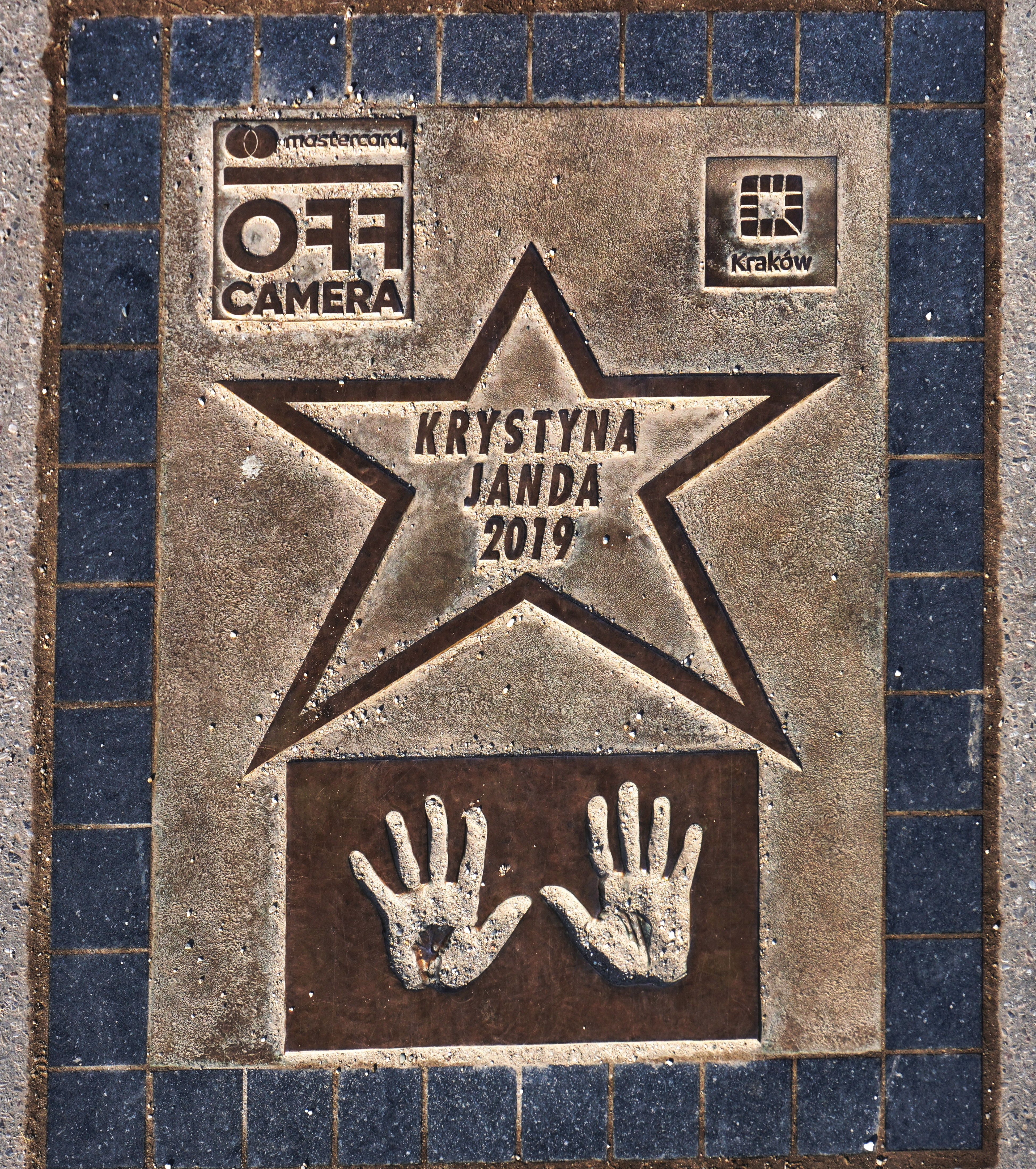
Gwiazda Krystyny Jandy
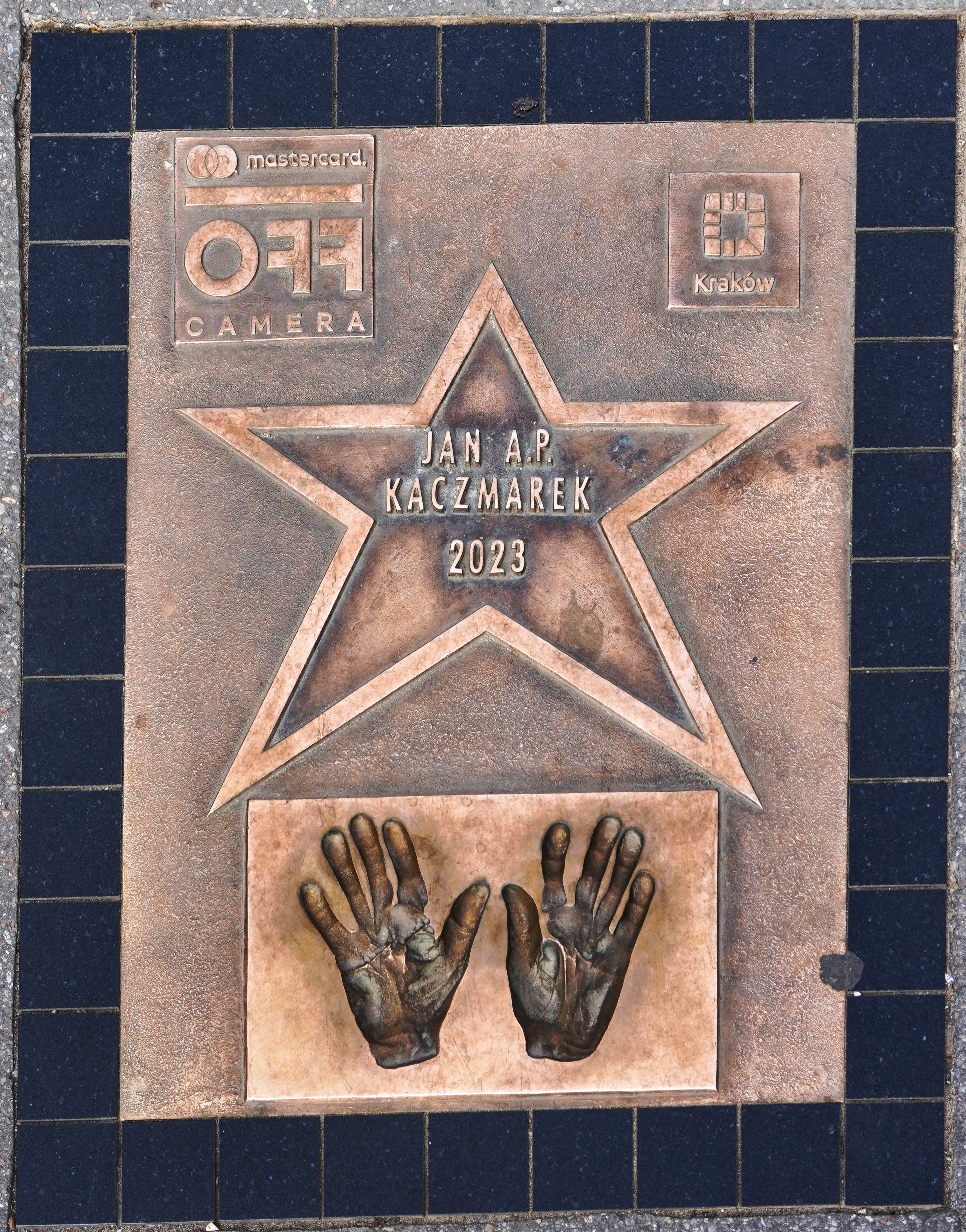
Gwiazda Jana A.P. Kaczmarka